# 9世紀

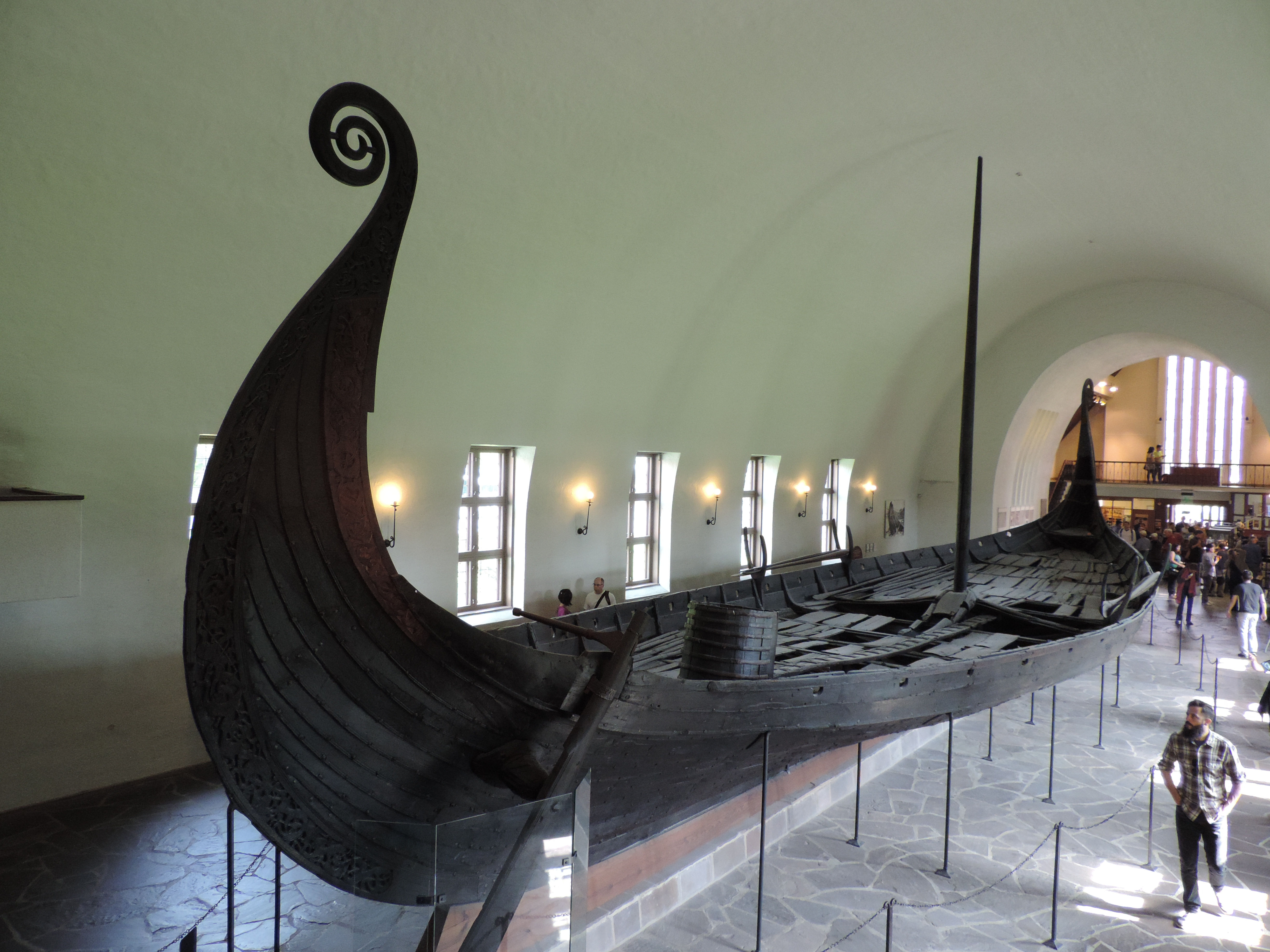
ヴァイキング時代の到来。巧みな航海術を駆使した北欧の海賊はヴァイキングと呼ばれ恐れられた。画像はノルウェーのオーセベリ墳丘墓から出土した船葬用の船体（オスロのヴァイキング船博物館蔵）。

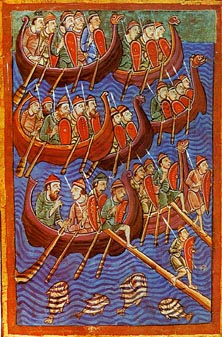
イングランドを襲撃するデーン人（ヴァイキング）。イングランド各地もデーン人の猛攻を受け、イーストアングリアのエドマンド王が殺害された。画像は12世紀に書かれた『聖エドマンド殉教王伝』の挿絵。

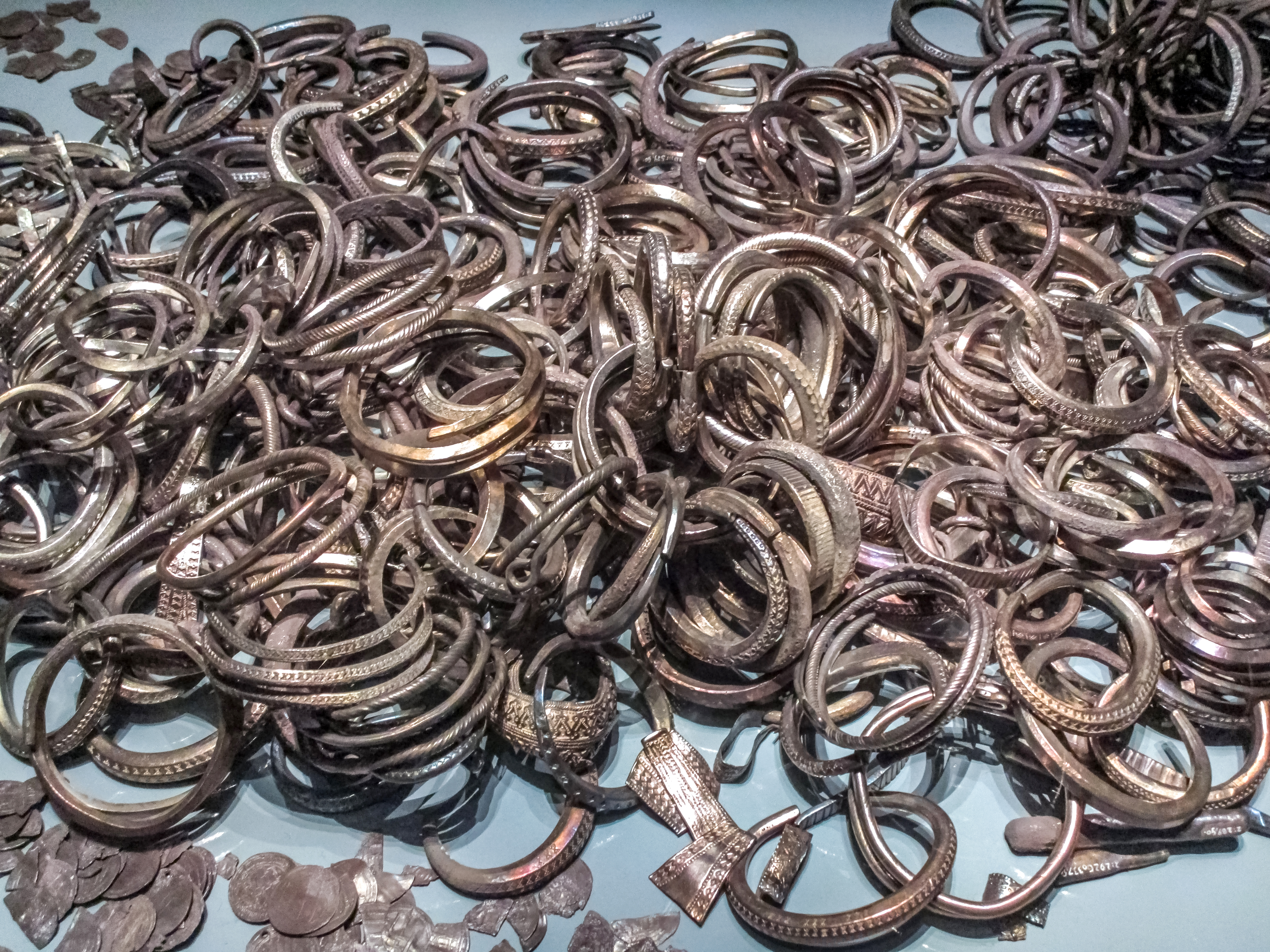
スピリングスの秘宝。ゴットランド島はヴァイキングの通商・貿易の拠点であり、それを裏付けるよう1999年にこの島の北端スピリングスでヴァイキング時代の宝物が大量に発見されている。大量の銀製品の他にイスラムやハザールの貨幣も出土している。

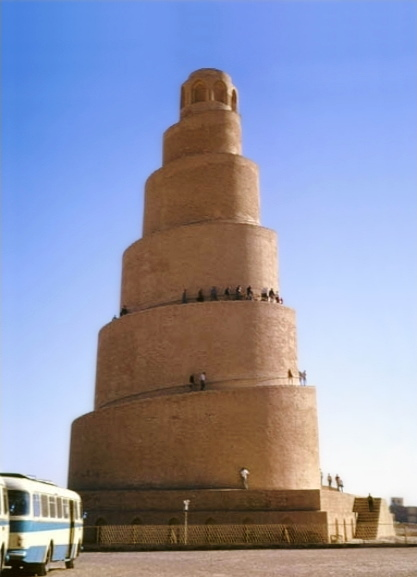
マルウィヤ・ミナレット（サーマッラーのミナレット）。アッバース朝第8代カリフのムウタスィムが建築したサーマッラーの大モスク付属の螺旋式のミナレット。

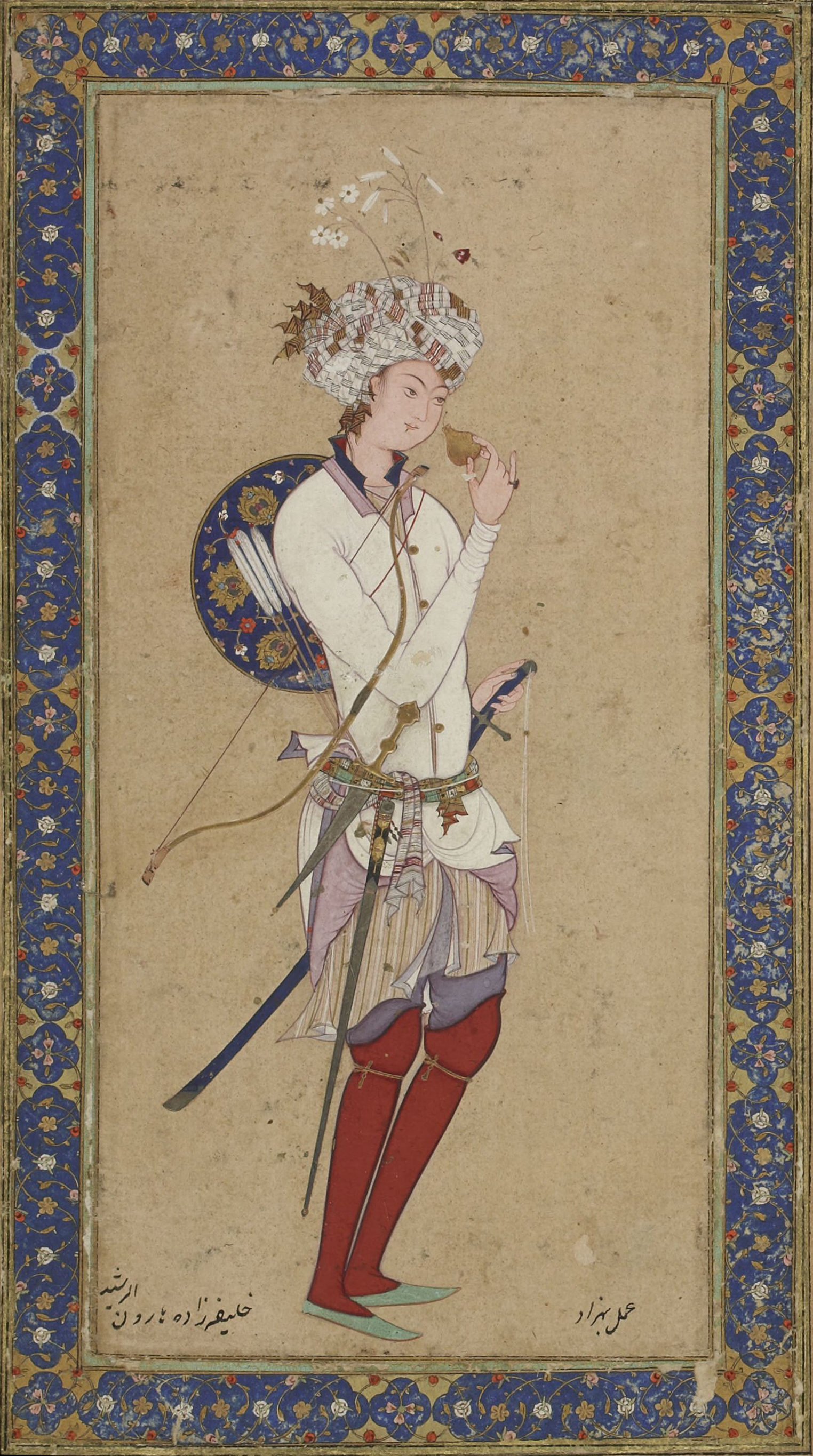
ハールーン・アッラシード。アッバース朝最盛期のカリフで、『千夜一夜物語』では夜ごとにバグダードの街に繰り出す風流な君主として描かれている。

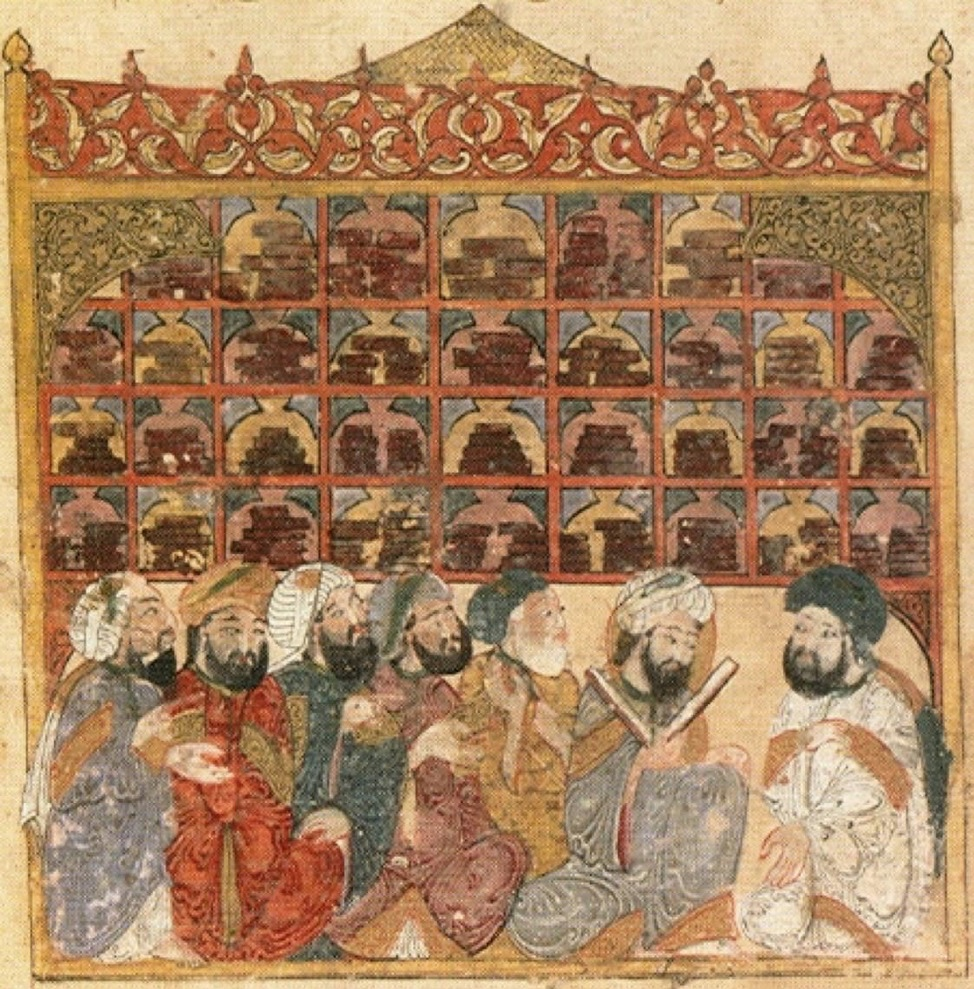
「知恵の館（バイト・アル・ヒクマ）」。アッバース朝カリフ・マアムーンの治世にバグダードには翻訳事業や学問研究のための「知恵の館」が設置された。画像はここに集まる学者たちを描いた13世紀の細密画（フランス国立図書館蔵）。

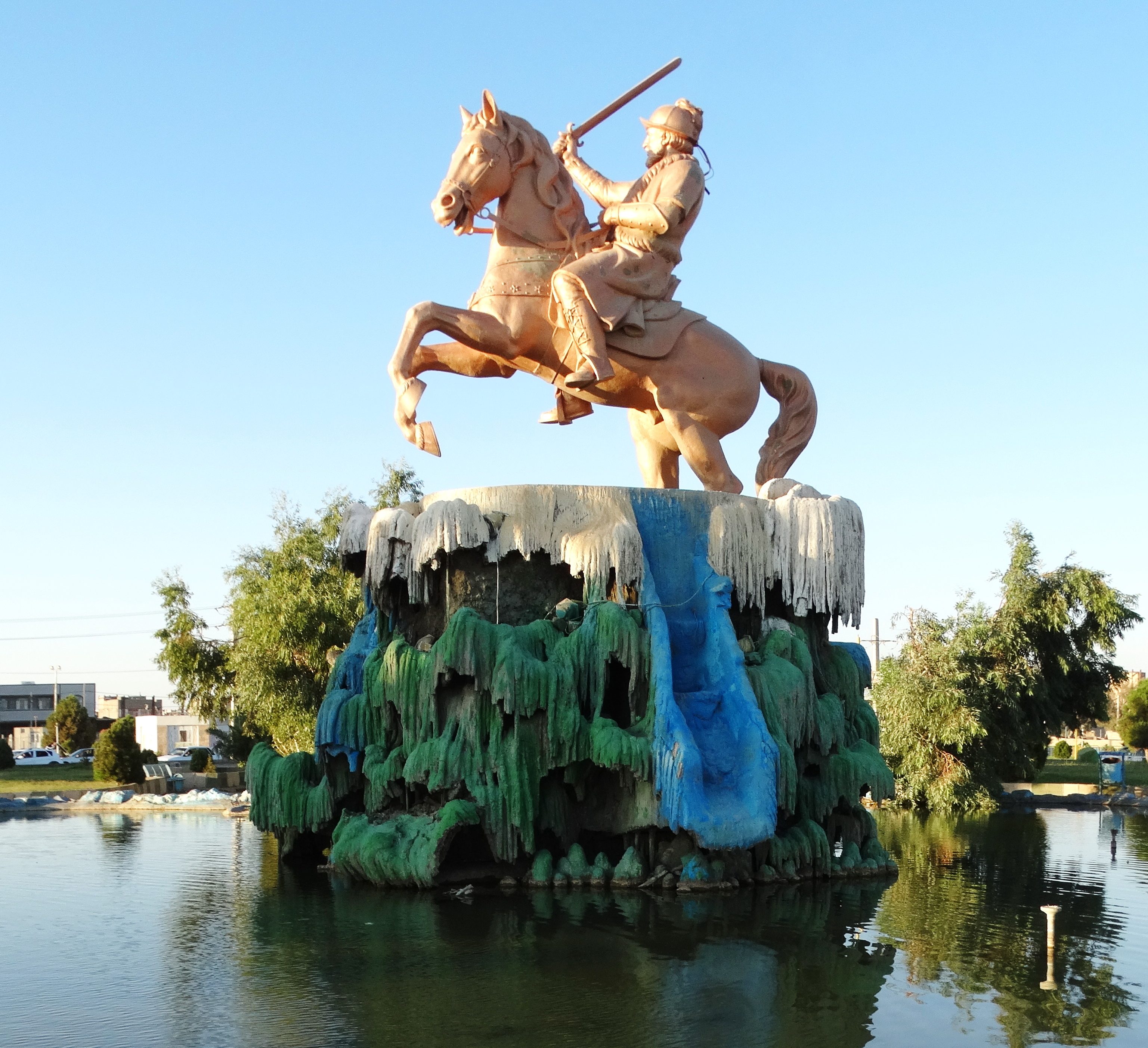
銅細工師サッファール。アッバース朝の衰退に伴い最初にイラン人王朝を建てたのがヤアクーブ・イブン・アル＝ライス・アル＝サッファールである。ヤアクーブは銅細工師からアイヤール（イラン世界における任侠の徒）となり、貧者に尽くす義賊であったとの伝説もあり、今日でもイラン人の評判は高い。画像はデズフールにあるサッファールの銅像。

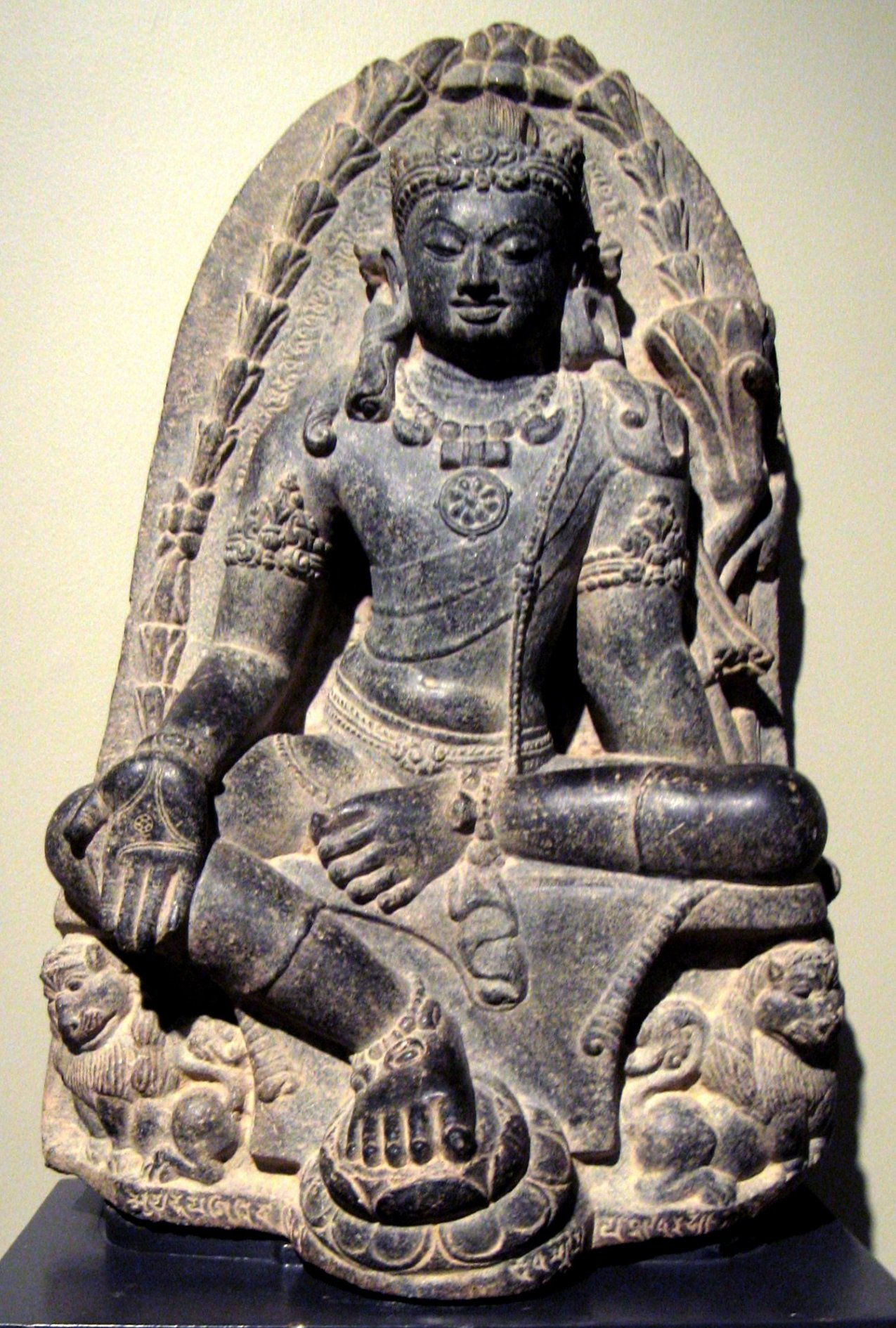
インド最後の仏教王朝のパーラ朝。ダルマパーラ王により9世紀末に北インドの大半が支配下に置かれた。画像は9世紀に造られたパーラ様式の文殊菩薩石像（ホノルル美術館）。

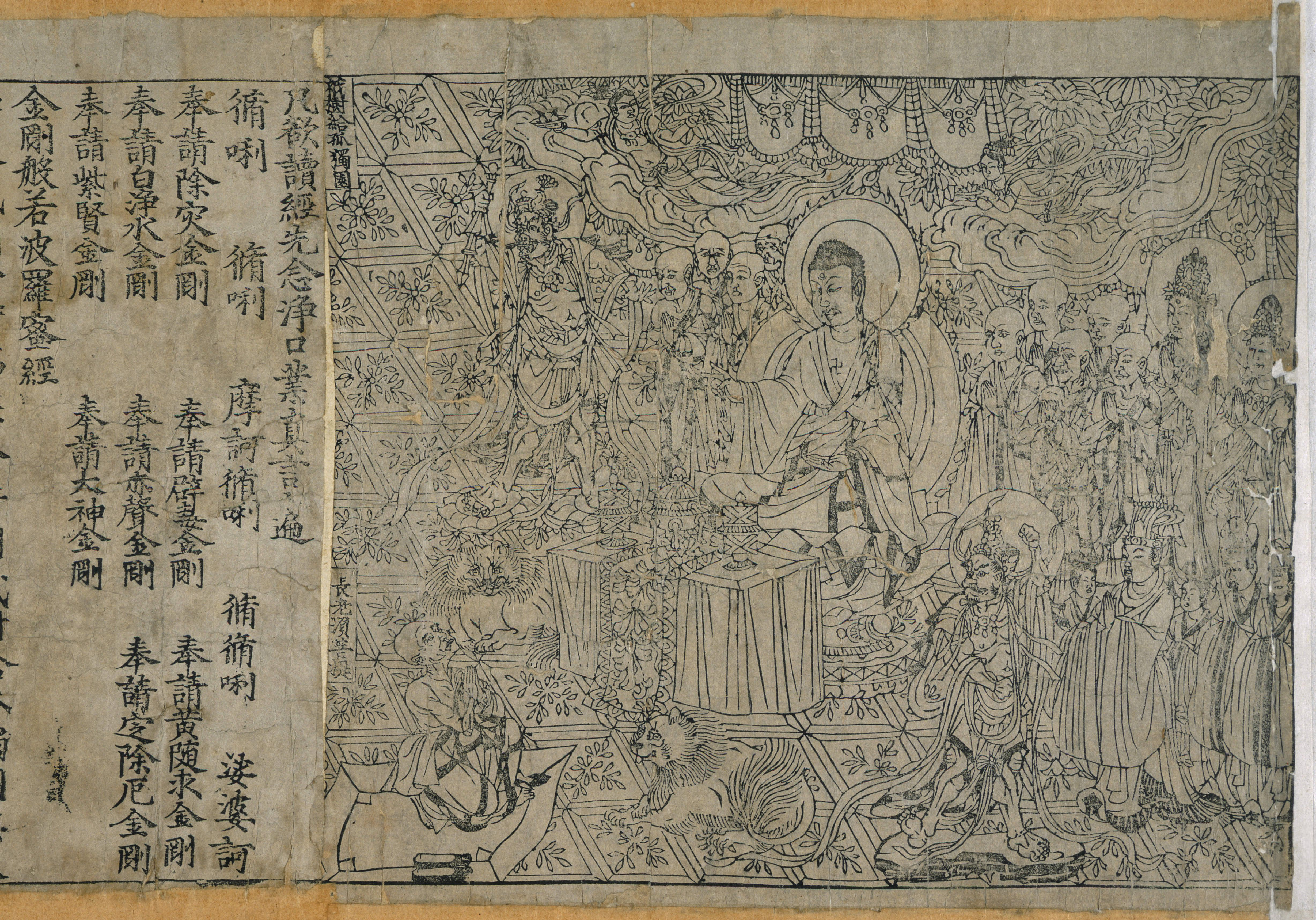
敦煌文書。敦煌には3万とも4万とも数えられる膨大な古文書が収蔵されている。画像は大英博物館所蔵の「金剛般若波羅蜜経」。これは現存する世界最古の木版印刷の巻子本（書籍）で唐の懿宗の治世の868年に作成されたもの。

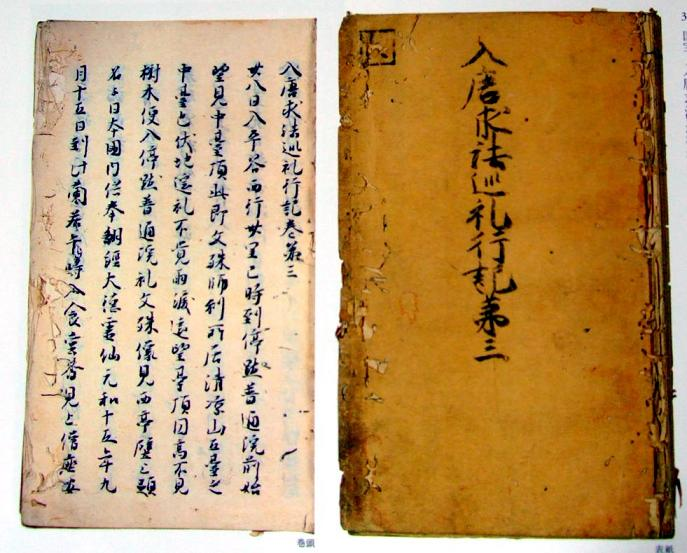
『入唐求法巡礼行記』。日本僧円仁は最澄の下で天台教学を修めた後、遣唐留学生として中国に赴き詳細に渡る見聞をこの記録にまとめた。唐の武宗による会昌の廃仏に遭遇するなど辛酸を舐めたが、それも含めてこの記録は晩唐の貴重な資料となっている。

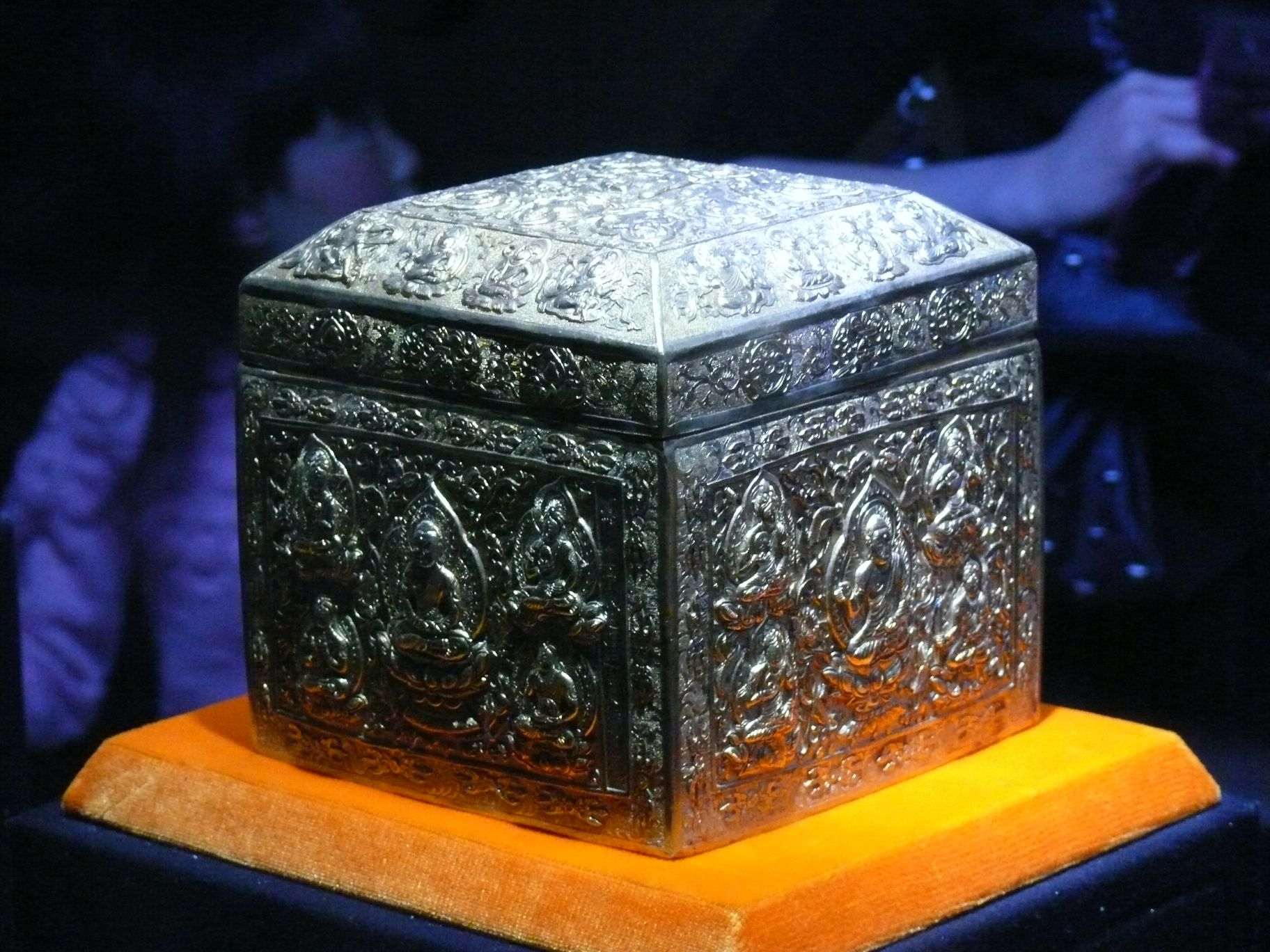
法門寺宝物。唐では武宗による会昌の廃仏以後も仏教は衰えを見せなかった。歴代皇帝の尊崇を集めた法門寺からは1987年に地下宮殿が発見され多くの宝物が出土した。画像は法門寺の金銀器の一つで禁止出境展覧文物でもある「八重宝函」。

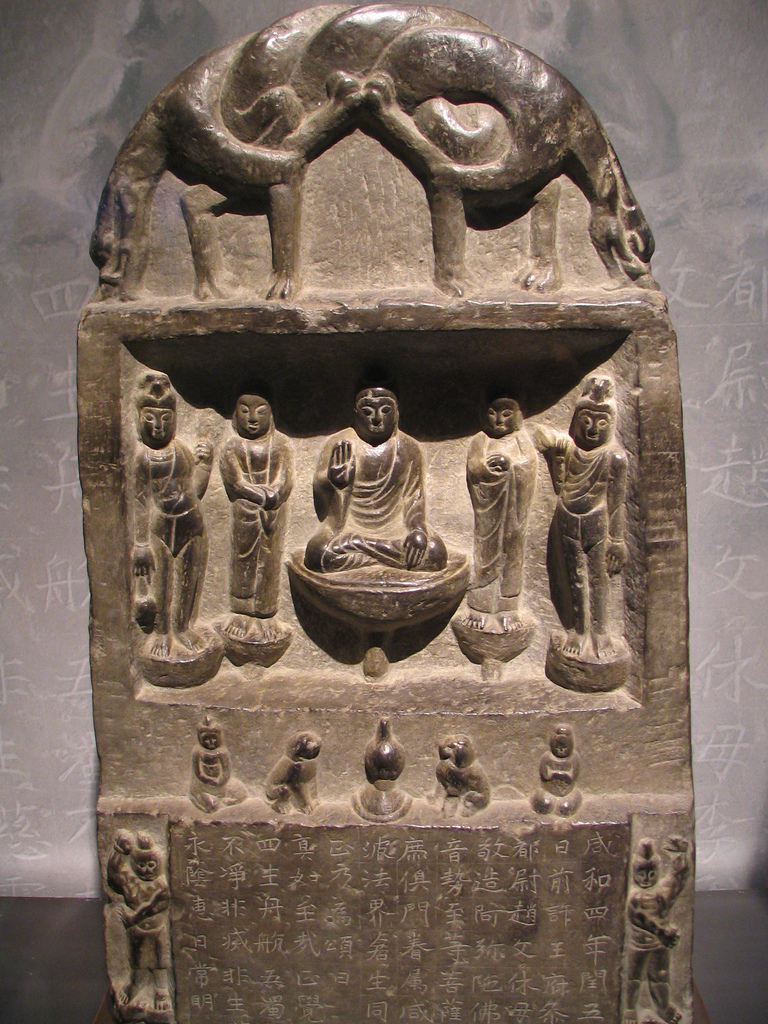
「海東の盛国」。靺鞨人と高句麗遺民により建国された渤海は、国王大仁秀と続く大彝震のもとで国力を増進し、唐や日本との良好な関係もあって、この時期「海東の盛国」と呼ばれた。画像は大彝震の年号「咸和」が刻まれた「咸和四年銘仏龕（倉敷市大原美術館蔵）」。

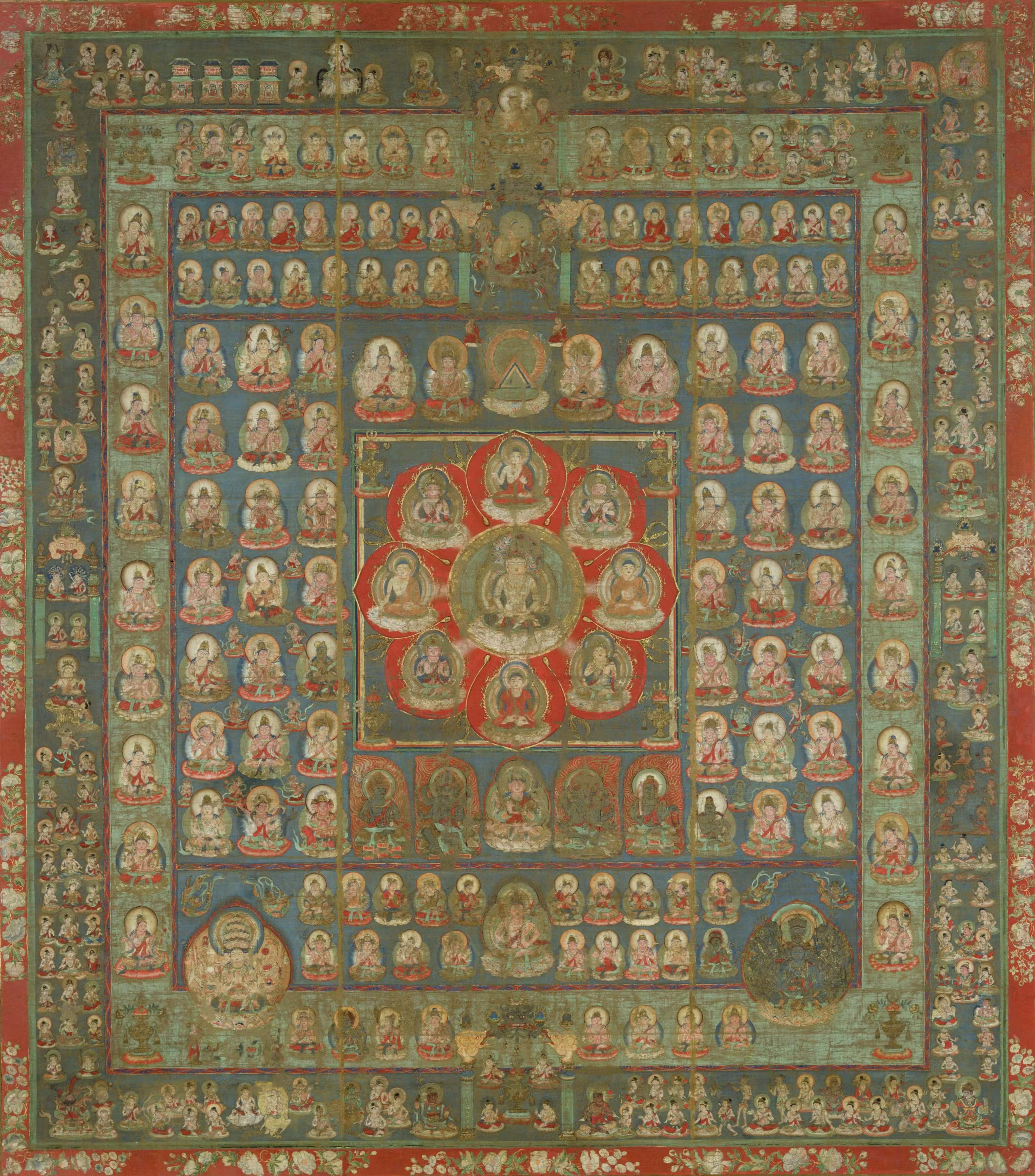
密教招来。空海らによって日本に密教がもたらされ平安時代の仏教に大きな影響を与えた。画像は密教で用いる胎蔵界曼荼羅で京都東寺所蔵のもの。

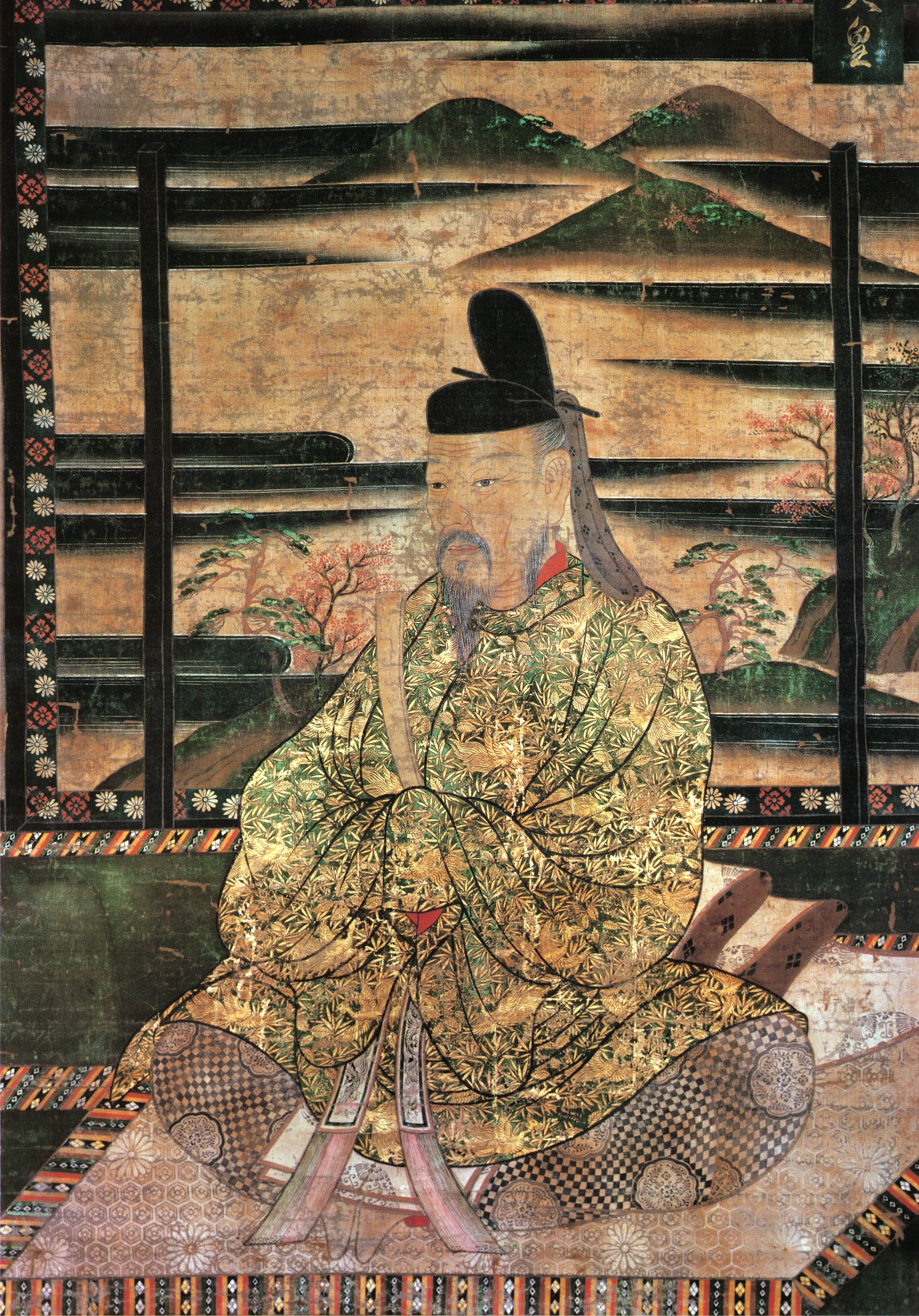
崇文の治。薬子の変から承和の変までの嵯峨・淳和・仁明の三代の治世は、勅撰漢詩集の編纂にみられる文雅が重んじられた時代で、安定した政治が行われた。画像は三筆の一人でも名高い嵯峨天皇の肖像画（御物）。

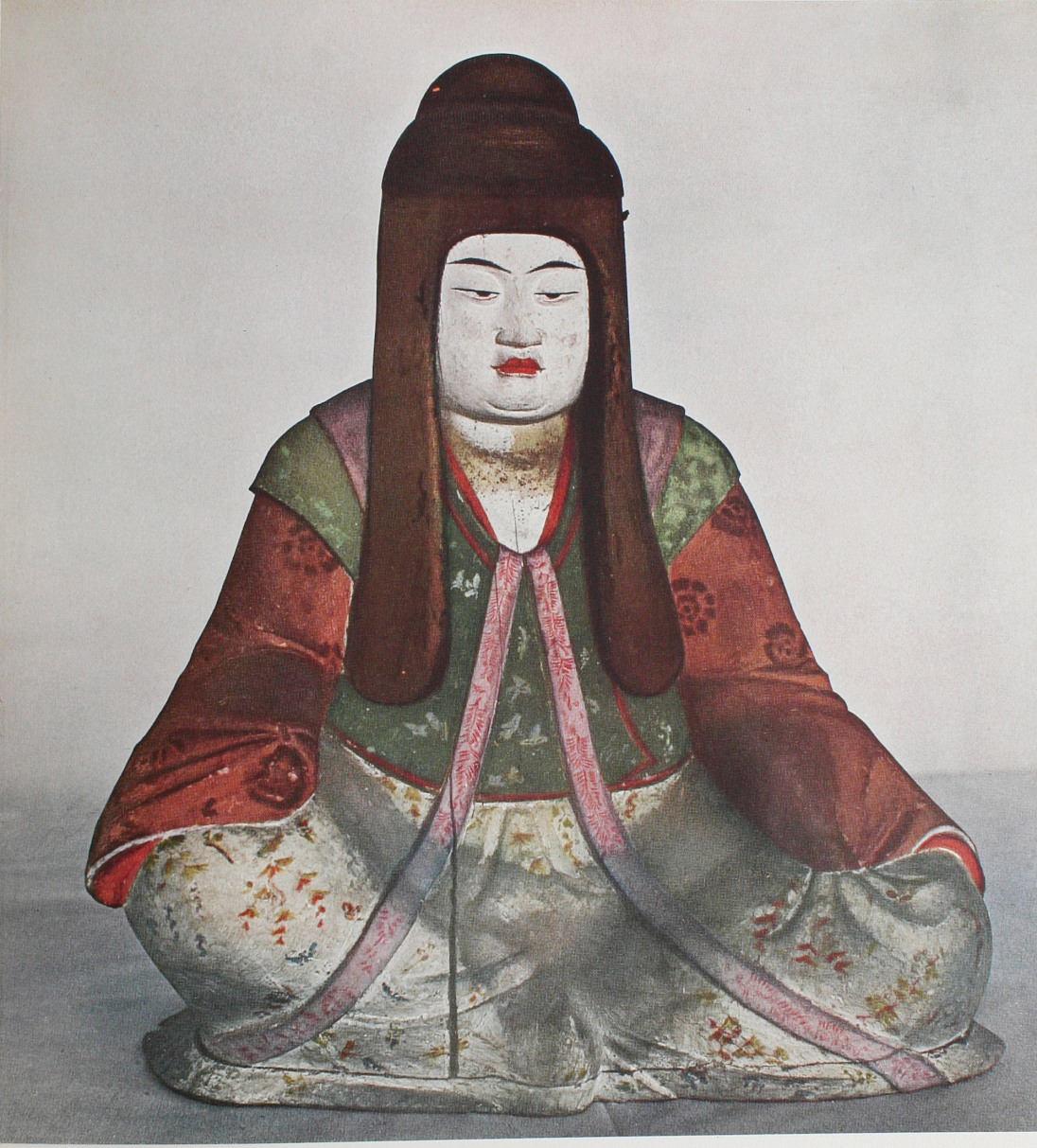
神仏習合の深化。奈良時代に始まった神仏習合の流れから、平安時代前期には日本古来の神々の像が作られるようになった。画像は薬師寺休ヶ岡八幡宮にある国宝・八幡三神の比売神（応神天皇皇后の仲姫命）の神像。

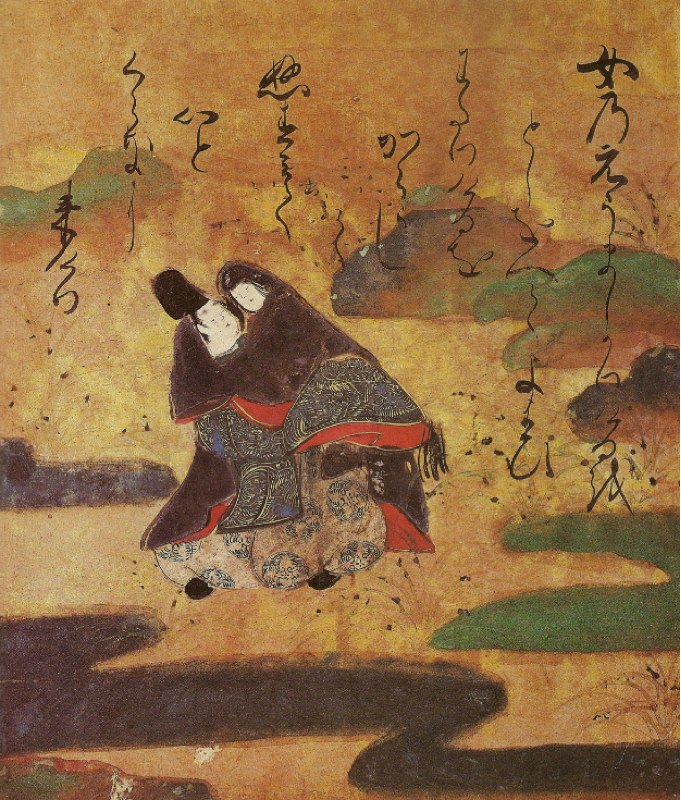
『伊勢物語』の世界。この物語の主人公は政治では不遇でありながら歌才に恵まれた貴公子在原業平がモデルとされている。画像は伝俵屋宗達の『伊勢物語図色紙』（大和文華館蔵）六段芥川で業平が二条后高子を連れ出す場面。

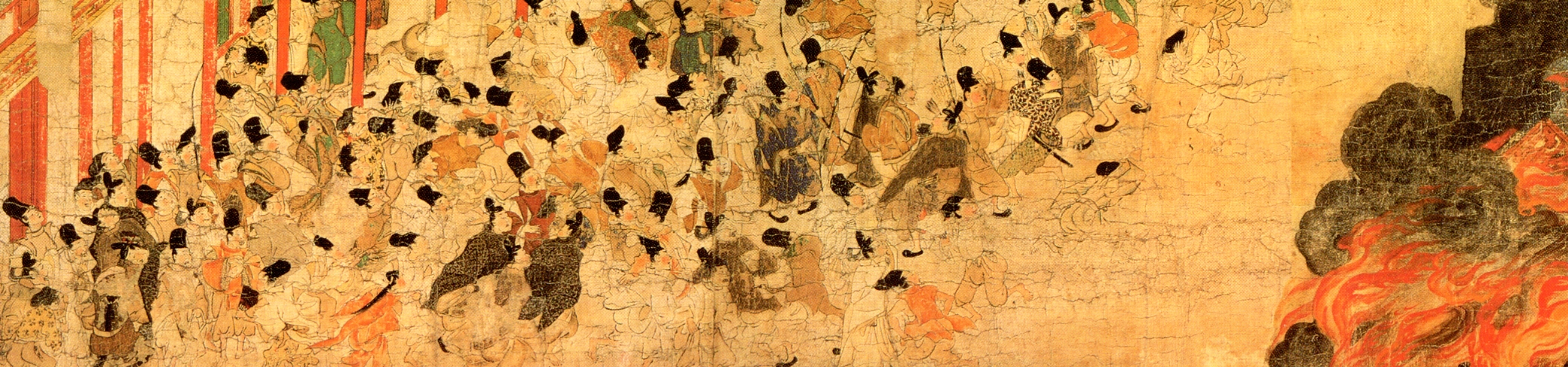
応天門の変。藤原氏による他氏排斥が進んで摂関政治が確立し、律令国家体制から王朝国家体制へと政体が変化した。画像は12世紀に応天門の変の経緯を描いた「伴大納言絵詞」（出光美術館蔵）。

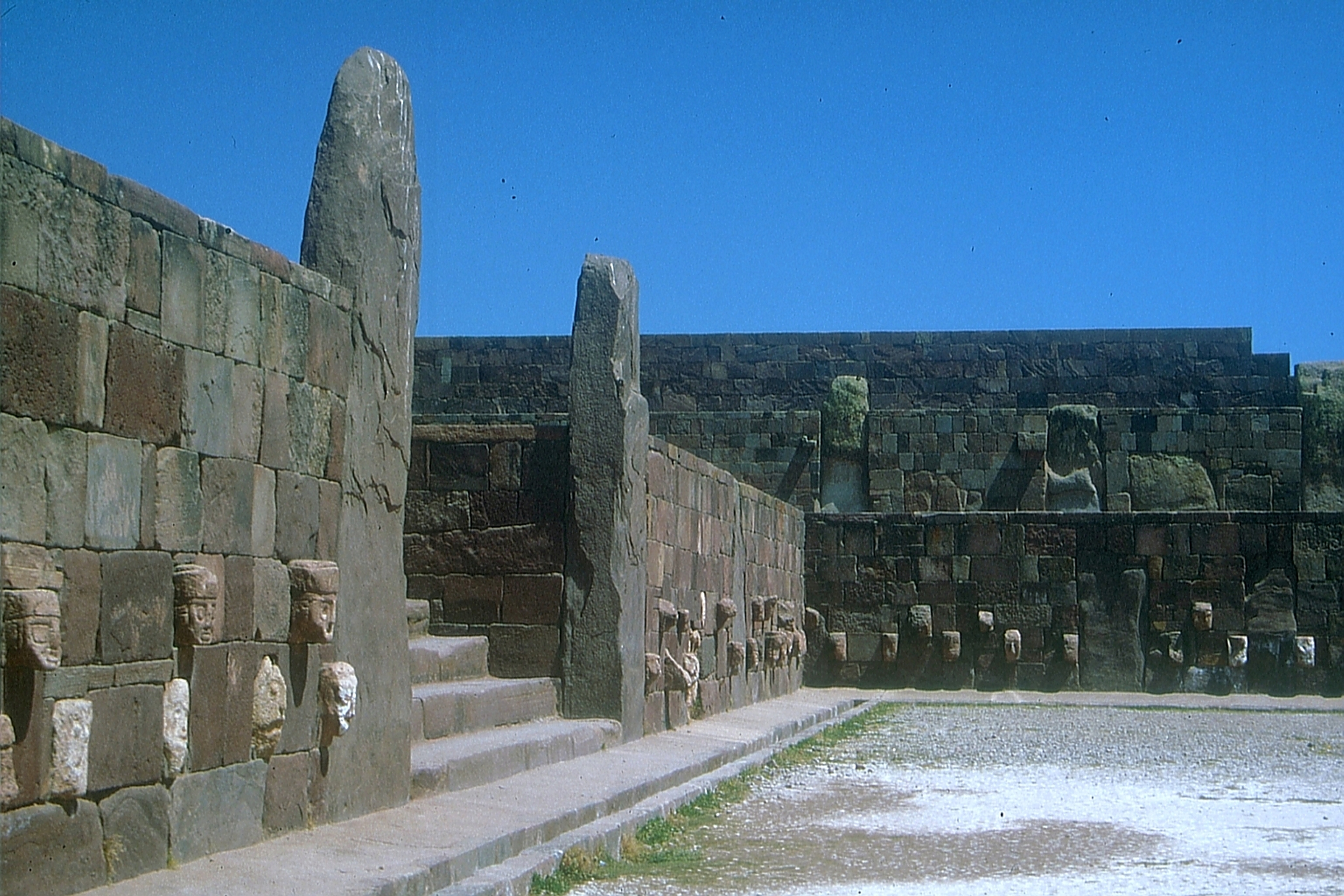
ティワナク。ボリビアのラパス県の4000メートル近くの標高にある遺跡で、最盛期である9世紀には人口は1万人を越えたと想定されている。画像は半地下式方形広場で人面の装飾がなされている。

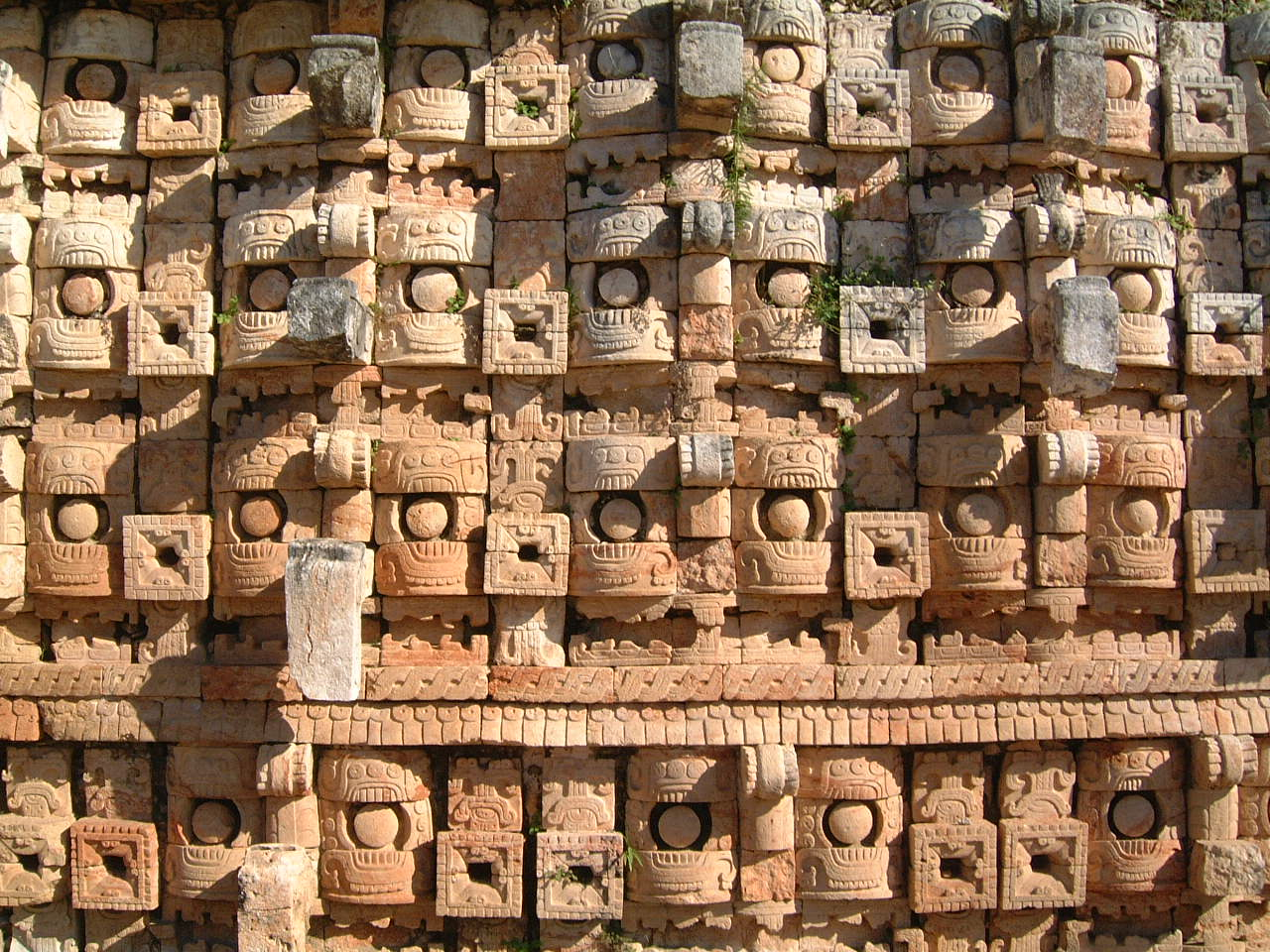
カバー遺跡。ユカタン半島北部の遺跡で、プウク式装飾で有名なコズ・ポープ神殿がある。画像は雨の神チャク神の仮面で覆われたコズ・ポープ神殿のファサードで、裏手と側柱に9世紀の日付がなされている。

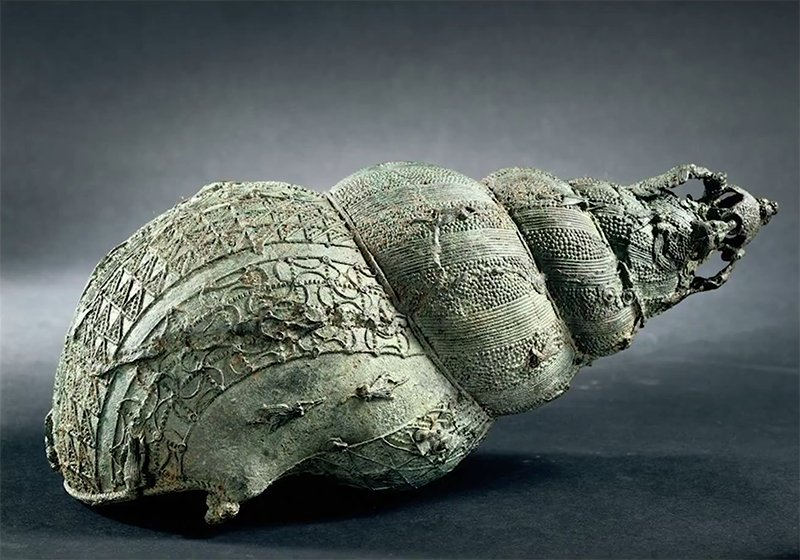
イボウクウ遺跡。9世紀から10世紀に発展したナイジェリア南東部の遺跡で、この地域最古の青銅器が発見されている。画像は巻き貝の形をした青銅製の儀式用具で細密な装飾文様が施されている（ナイジェリア国立博物館蔵）。

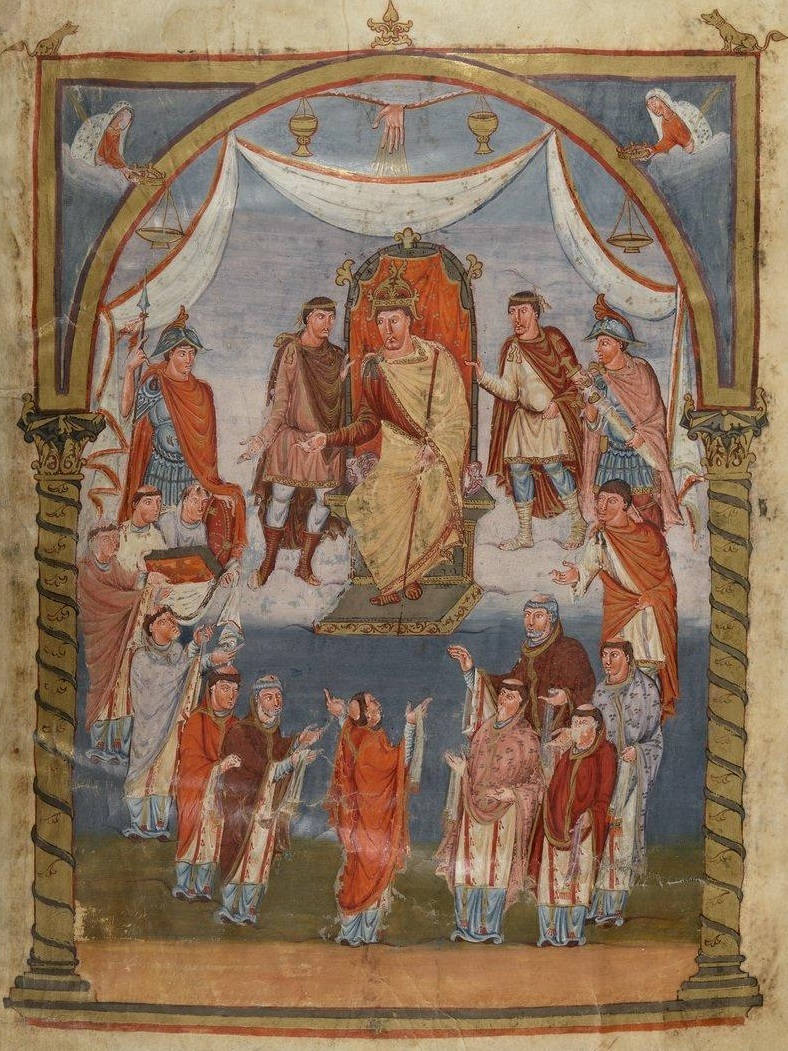
カロリング帝国の分裂。ヴェルダン条約と続くメルセン条約でカール大帝の遺領は三分割された。画像は両条約で西フランク王となった禿頭王シャルル２世の肖像で、フランス国立図書館所蔵の『ヴィヴィアンの聖書』の細密画。

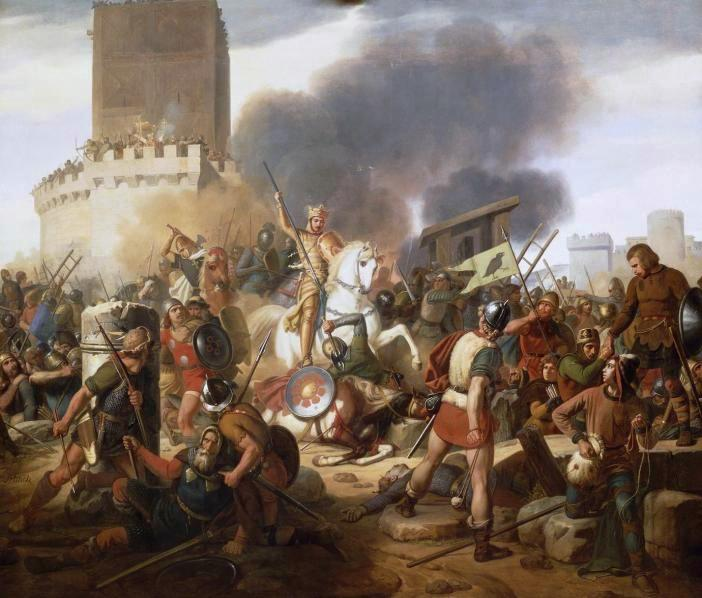
「パリの戦い」。パリ伯ウードは、885年に始まったヴァイキングの攻撃からパリを死守し名声を高めた。画像はジャン＝ヴィクトール・シュネッツの歴史画（ヴェルサイユ宮殿「戦闘の回廊」蔵）。

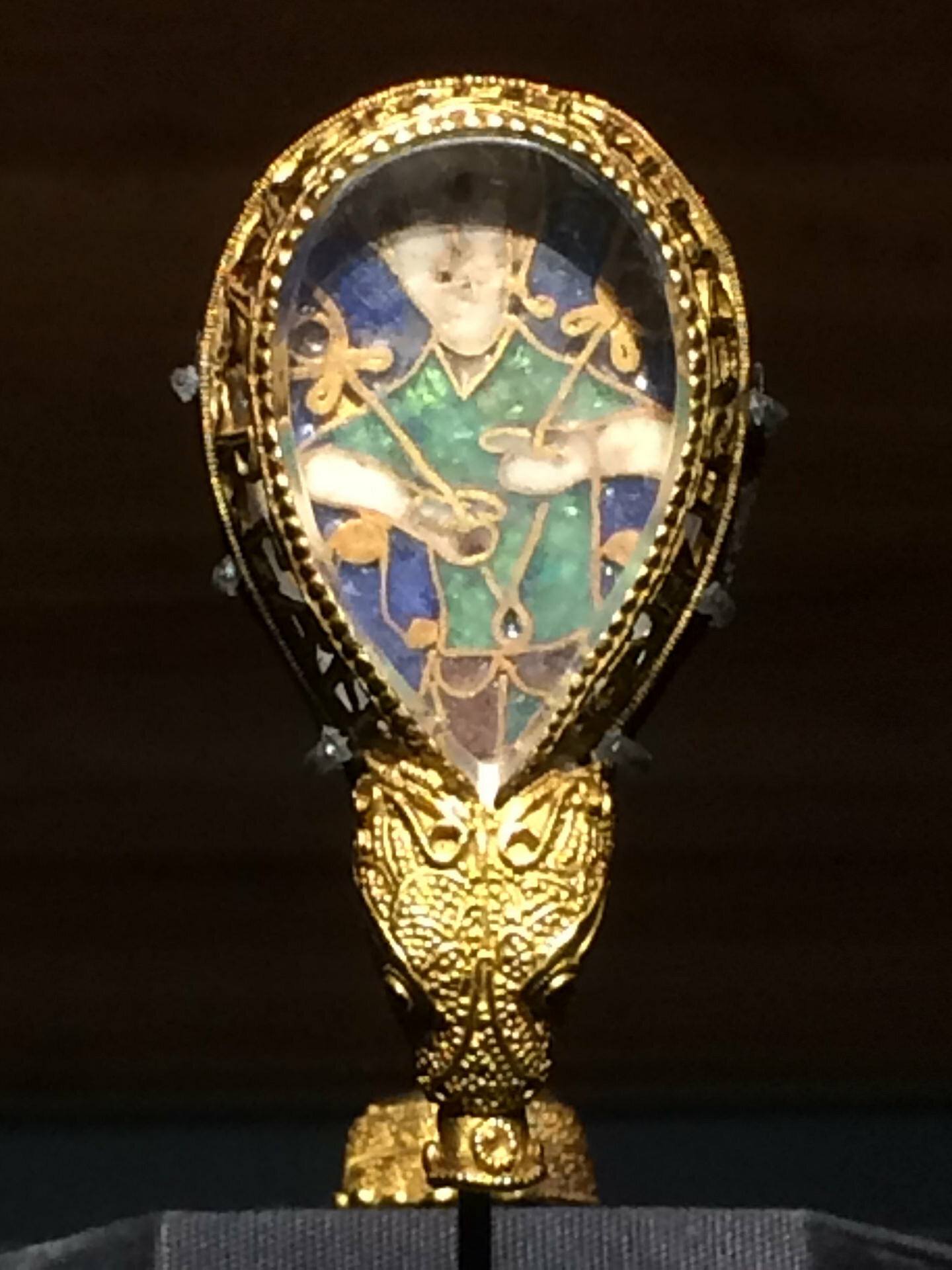
アルフレッド大王。デーン人を下しイングランドの再建に貢献したことでアングロ・サクソン史上唯一の「大王」の名がつけられた。画像は「AELFRED MEC HEHT GEWYRCAN（アルフレッドの命で作られた）」の銘を持つ「アルフレッドの宝飾（アシュモリアン博物館蔵）」。

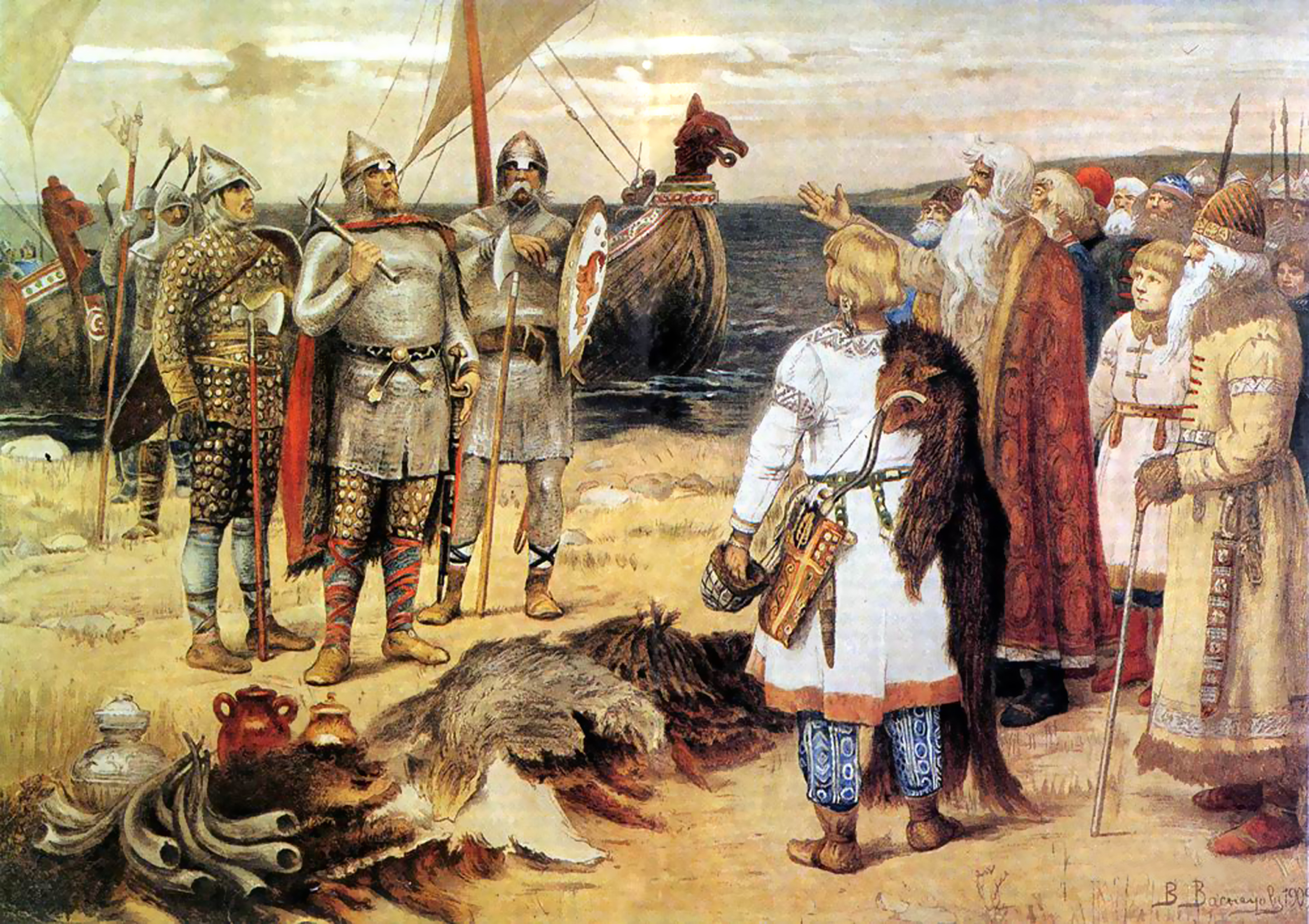
ルーシ国家の成立。画像はラドガにて東スラブ人と出会うヴァリャーグのリューリク一行を描いたヴィクトル・ヴァスネツォフの歴史画。

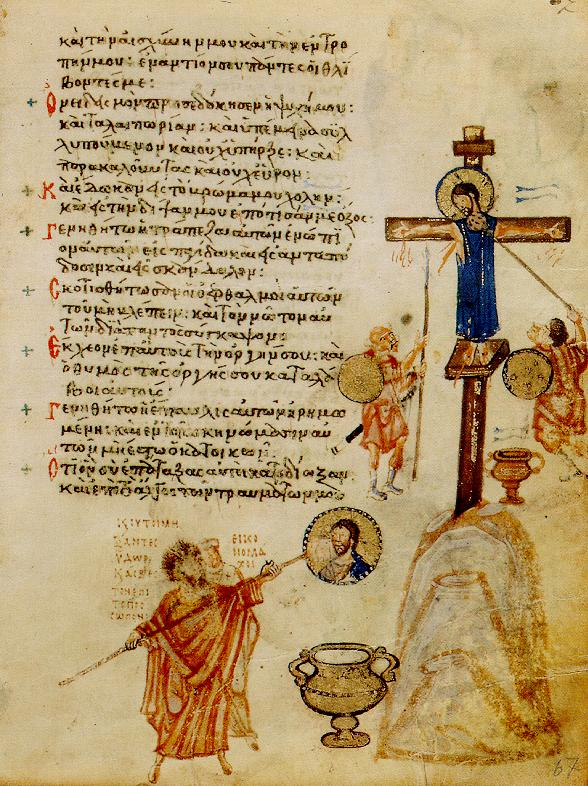
イコノクラスムの継続。第2ニカイア公会議以降も、東ローマ帝国では断続的に聖像破壊運動は続いた。画像はクルドフ詩編挿絵で、キリストの受難になぞらえて836年にコンスタンティノポリス総主教となったヨハンネス7世の破壊運動を描いている場面。

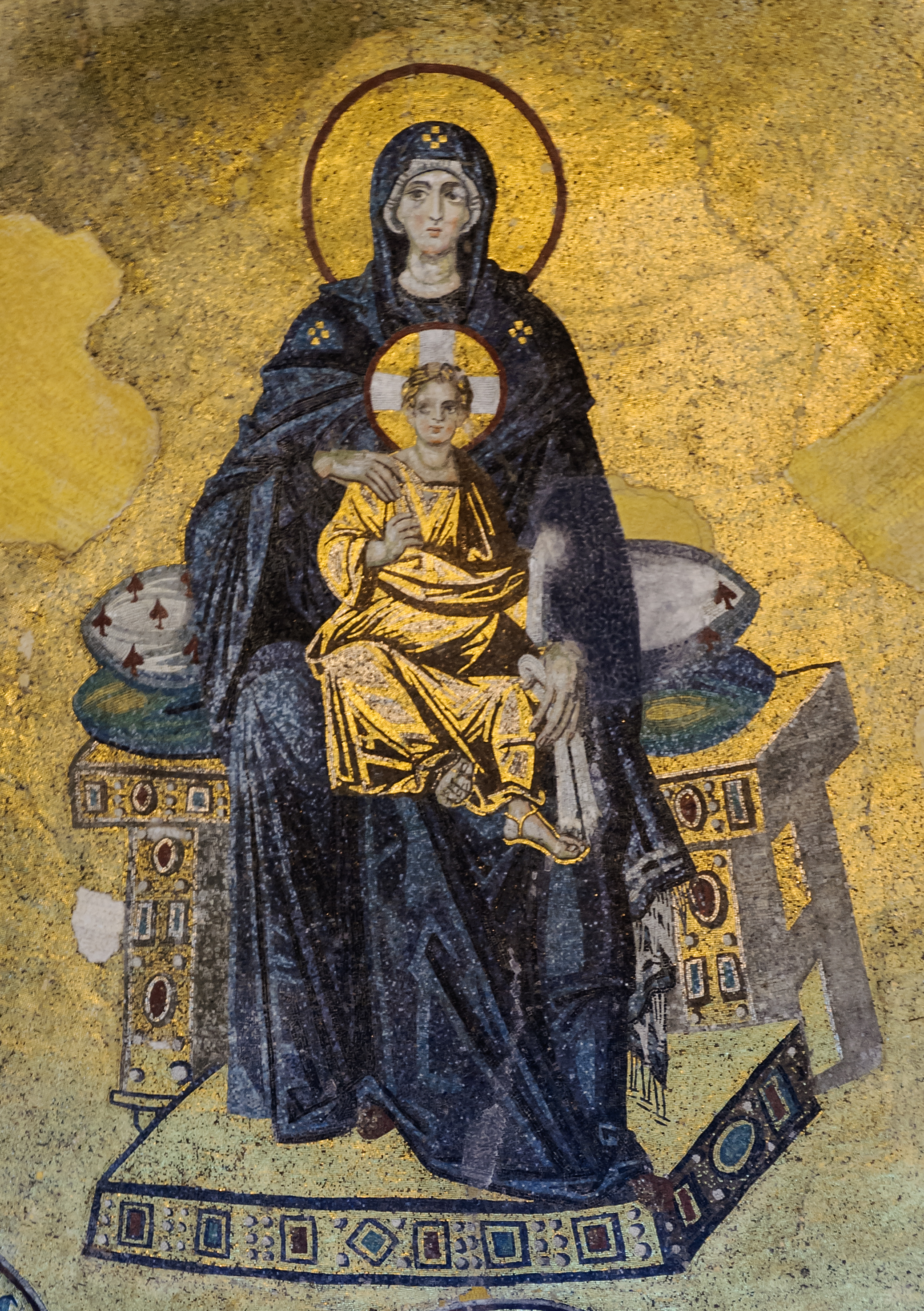
イコノクラスムの完全終結。東ローマ帝国では843年のコンスタンティノポリスでの教会会議により聖画像崇敬派の勝利が確定し正教の教義が確認された。画像は870年頃に作られたハギア・ソフィア教会アプス半ドームにある聖母子のモザイク画。

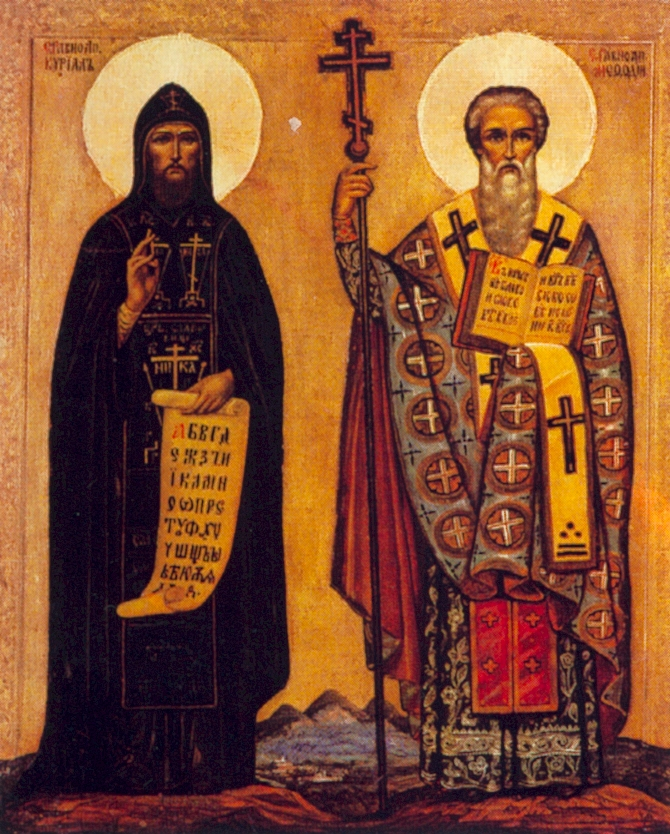
スラブ人への宣教。東ローマ帝国出身のキュリロス・メトディオス兄弟はグラゴール文字を作成しキリスト教の宣教に努めた。画像は18－19世紀にロシアで描かれたこの兄弟のイコン（聖画像）。

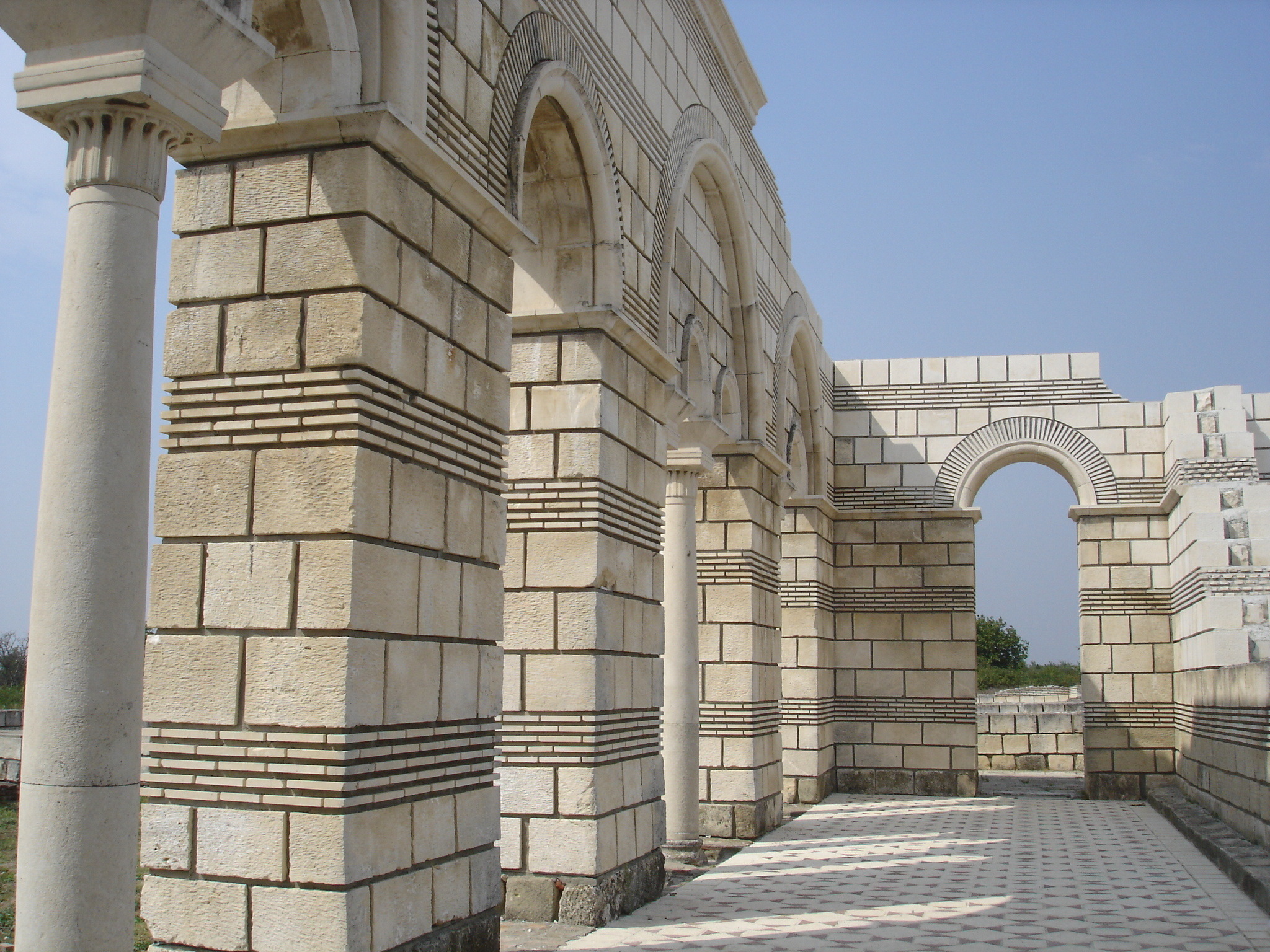
プリスカの戦い。プリスカは第一次ブルガリア帝国の都で、ここをめぐり東ローマ帝国と死闘を繰り広げた。811年にはバルビツィア峠でブルガリア皇帝クルムが東ローマ皇帝ニケフォロス2世を戦死させ大勝利を収めた。画像は現在のプリスカ遺跡。

9世紀（きゅうせいき）は、西暦801年から西暦900年までの100年間を指す世紀。

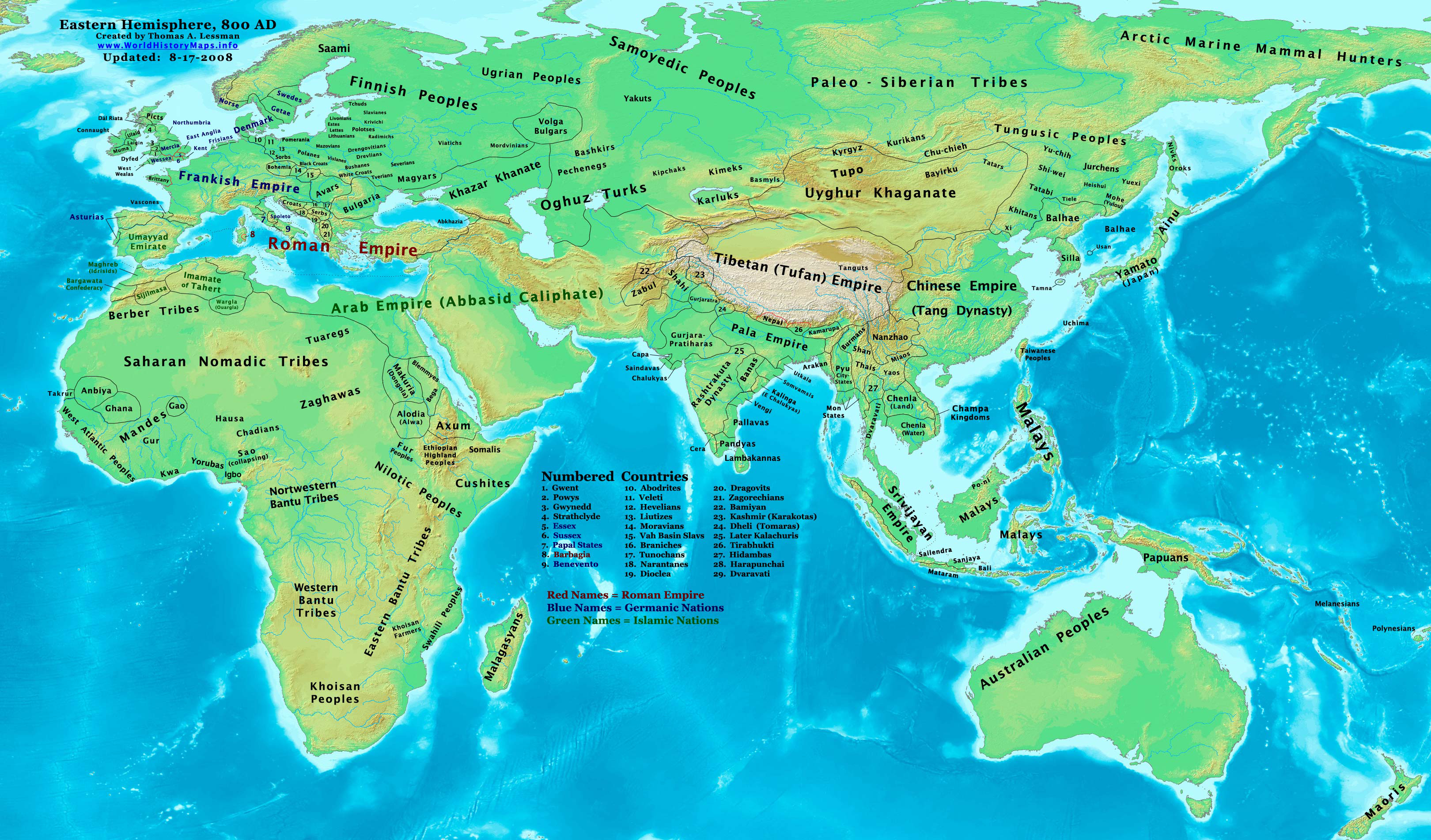
9世紀初頭の世界地図(東半球)

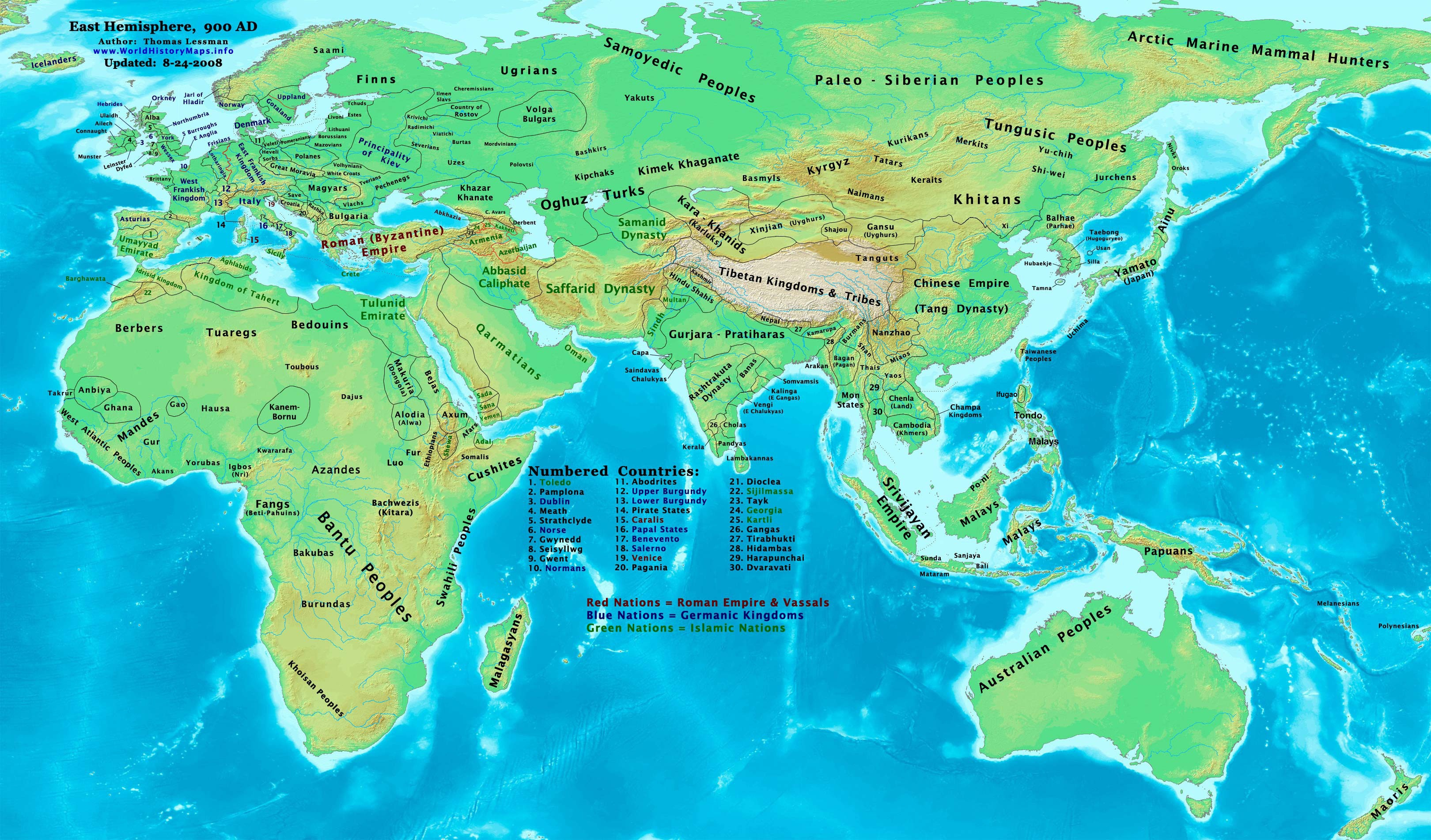
9世紀末の世界地図(東半球)

## できごと
- 9世紀
  - ウクライナ西部ポジーリャの「ズブルチの偶像」が建造される。
    - 東欧各地にキリスト教が伝播する以前の数少ない異教信仰の痕跡（四面神スヴェントヴィトと推定）。

### 800年代
- 800年頃
  - チチカカ湖周辺のティワナク文化(ティワナクV期前半)が最盛期を迎える。
  - インドのラージャスターン州ジャイプル近郊にあるチャンド・バオリの階段井戸が建設される。
  - 室生寺の五重塔が建立される。
- 801年
  - 征夷大将軍の坂上田村麻呂が陸奥へ向かう。
  - 畿内の班田を12年に一度とする。
  - バルセロナ包囲戦でカール大帝がイスラム勢力に勝利しバルセロナ伯を設置。
- 802年
  - ジャヤーヴァルマン2世（英語版）がカンボジアを統一し、アンコール朝が成立。
  - 東ローマ帝国で女帝エイレーネーが政変で廃位され、皇帝ニケフォロス1世が即位。
  - 坂上田村麻呂が胆沢城を築く。後に鎮守府を置く。蝦夷の大墓公阿弖流為ら降伏する。
  - スコットランド北西ヘブリディーズ諸島のアイオナ修道院がヴァイキングに襲撃される（続く806年、825年にも）。
- 803年
  - カール大帝がアッバース朝のハールーン・アッ＝ラシードに派遣していた使節がアーヘン宮廷に戻る。
    - ハールーン・アッ＝ラシードから贈られた象「アブル＝アッバース」を伴っての帰国となる。

  - ハールーン・アッ＝ラシードがジャアファルを処刑。バルマク家一族を粛清。
  - 東ローマ皇帝ニケフォロス1世と西ローマ帝国カール大帝の講和（ニケフォロスの平和（英語版））。
    - この講和により東ローマに服属しつつ、ヴェネツィアが事実上の独立を勝ち取る。

  - 坂上田村麻呂が志波城を築く。
- 804年
  - 坂上田村麻呂を再び征夷大将軍に任ずる。
  - 最澄と空海が唐にわたる。
- 805年
  - 唐の皇帝順宗が即位し政治改革を志す（永貞の革新）。
    - 宦官や保守派の巻き返しで退位させられ、息子の憲宗が即位。
    - 王叔文（中国語版）・柳宗元・劉禹錫らの少壮官僚らが失脚（ニ王八司馬事件（中国語版））。

  - 最澄が天台山の道邃や行満から天台宗を学んで帰国。空海が長安青龍寺の恵果から伝法灌頂を受ける。
  - 菅野真道と藤原緒嗣との間で「徳政相論」が行われる。
  - カール大帝によりアーヘン宮廷礼拝堂（アーヘン大聖堂）が完成し奉献される（796年 - ）。
- 806年
  - 桓武天皇が没し、第51代平城天皇が即位。
  - 真言宗を学んだ空海が唐から帰国し「請来目録」を朝廷に提出する。
  - カール大帝による「国王分割令」（ディヴィシオ・レグノールム）。
  - アッバース朝の小アジア侵攻。
    - アッバース朝が東ローマ帝国から小アジアのティアナ・ヘラクレアを奪う。ラーフィー・イブヌル・ライスの反乱。

  - アイオナ修道院がヴァイキングに襲われ、以後修道士たちはアイルランドのケルズ修道院（英語版）に退避する。
- 807年
  - 伊予親王の変。
  - 生野銀山が開坑される。
- 809年
  - ハールーン・アッ＝ラシードが死去。
  - 平城天皇が譲位し、第52代嵯峨天皇が即位（崇文の治）。

### 810年代
- 810年 
  - 薬子の変。
    - 乱に先んじて蔵人所を設置。平城上皇が旧都平城京に出奔。
    - 藤原仲成が射殺され、藤原薬子が自殺、嵯峨天皇側が勝利。
    - 平城上皇が出家、高岳親王が廃太子となる。
    - 嵯峨天皇が皇女の有智子内親王を斎王とする（賀茂斎院の始まり）。

  - デンマーク王ゴズフレズがフランク王国支配のフリースラントを襲撃する。
- 811年 
  - 東ローマ皇帝ニケフォロス1世がプリスカの戦いでブルガリアのクルムに敗北し戦死。
  - 征夷将軍文室綿麻呂が爾薩体・幣伊の二村の蝦夷を討つ(38年戦争終結）。
- 812年
  - 東ローマ皇帝ミカエル1世ランガベーがカール大帝を「フランク族の皇帝」として承認。
  - 嵯峨天皇が神泉苑にて「花宴の節」を催す（記録に残る日本での桜の花見の初出）。
- 813年
  - ガリシアのサンティアゴ・デ・コンポステーラで隠者ペラーヨ（スペイン語版）が聖ヤコブの墓を発見したという。
  - アッバース朝6代カリフのアミーンが異母兄マアムーンに暗殺される。マアムーンが第7代カリフに即位。
- 814年
  - 日本最初の勅撰漢詩集『凌雲集』が成立。
  - 嵯峨天皇がその子女8人に源姓を賜い臣籍降下させる（嵯峨源氏。賜姓源氏の始まり）。
  - カール大帝死去、息子のルートヴィヒ1世が単独皇帝となる。
- 815年 - 東ローマ皇帝レオーン5世が再び聖像破壊令を出す（第二次イコノクラスム - 843年）。
- 816年
  - 空海が高野山金剛峯寺を開基。泰範の処遇をめぐり空海と最澄が訣別。
  - アゼルバイジャンでホッラム教徒（英語版）バーバク・ホッラムディン（英語版）の反乱（ - 837年）。
- 816年頃 - このころまでに検非違使が設置される。
- 817年
  - 唐の皇帝憲宗の命で淮南西道節度使の呉元済が討伐される。
  - 皇帝ルートヴィヒ1世が帝国整序令を発布。
- 818年
  - 菅原清公らが『文華秀麗集』を編纂。
  - 嵯峨天皇が死刑停止の宣旨（『弘仁格』）を公布し死刑執行が停止される（ - 1156年）。
  - 嵯峨天皇の命により天下の儀式・男女の衣服・拝礼作法などが唐風とされ、大内裏諸門の名称も和名から唐名に変更される。
- 819年
  - 皇帝憲宗に献じた韓愈の『論仏骨表』が勅勘を被り、韓愈が潮州刺史に左遷される。
  - 最澄が『顕戒論』を執筆する。

### 820年代
- 820年
  - 『弘仁格』と『弘仁式』が撰進される。
  - 東ローマ帝国でレオーン5世が暗殺され、皇帝ミカエル2世が即位しアモリア朝が成立。
    - 小アジアではこれに反対するスラブ人トマスの反乱が起きる。
- 821年
  - ホラサーンでターヒル朝が自立する。
  - 唐と吐蕃との間で長慶会盟が結ばれる。唐の穆宗の妹太和公主（中国語版）がウイグルの崇徳可汗と婚姻する。
  - 空海が讃岐国満濃池の改修工事に着手する。
- 822年
  - 現存最古の説話集『日本霊異記』を景戒が編集。
  - 最澄が死去、その7日後に比叡山の大乗戒壇建立が勅許される。
  - 空海が東寺を賜与される。
  - マヤのコパン第17代王ウキト・トーク即位の記録がある祭壇Lの年代。
- 823年
  - 「唐蕃会盟碑」が建てられる。
  - 嵯峨天皇が譲位し、第53代淳和天皇が即位。
- 825年
  - イングランドでウェセックス王国のエグバート王がマーシアをエランダンの戦い（英語版）で破る。
  - 後ウマイヤ朝のアブド・アッラフマーン2世がムルシアを建設。
- 825年頃
  - イニゴ・アリスタがフランク王国に反乱を起こしナバラ王国を建国。
- 827年
  - チュニジアのアグラブ朝がシチリア島征服に着手。
  - 菅原清公・良岑安世らが『経国集』を編纂。
  - 東ローマ皇帝ミカエル2世からフランク王国のルートヴィヒ1世に『偽ディオニュシオス文書』が贈られサンドニ大聖堂に納められる。
- 828年 - エジプトのアレクサンドリアから聖マルコの遺骸がヴェネツィアに運ばれる。
- 828年頃 - 空海が綜藝種智院を創設。
- 829年 - ウェセックス王国のエグバートがイングランドを統一。

### 830年代
- 830年頃
  - チェック人（西スラブ族）のモイミール1世がモラビア王国建設。
  - 淳和天皇の命により空海が『十住心論』を撰述（略本が『秘蔵宝鑰』）。
- 830年
  - 唐で牛僧孺と李徳裕が争う（牛李の党争）（ - 844年）。
  - ハッラーンにてアッバース朝カリフのマアムーンがサービア教徒に遭遇する。
  - カリフのマアムーンがバグダードに「知恵の館（バイト・アルヒクマ）」を建設する。
    - ハッラーンに続きバグダードでのギリシア語文献からアラビア語への翻訳が盛んになる。

  - カロリング朝で父帝ルードヴィヒ1世に対する息子三兄弟のクーデタが起きる。
- 831年
  - 淳和天皇の命により滋野貞主が日本最古の類書（百科事典）の『秘府略』を編纂する。
- 832年
  - カリフのマアムーンがクフ王のピラミッドの内部に調査隊を潜入させる。
  - 南詔がピュー(驃)を滅ぼす。
- 833年
  - アッバース朝でムウタスィムがカリフに即位。トルコ人奴隷（マムルーク）で親衛隊を組織。
  - 『令義解』が撰集される。淳和天皇が譲位し、第54代仁明天皇が即位。
- 834年
  - 仁明天皇の勅により空海が宮中真言院にて最初の後七日御修法を行う。
  - ハザールがドン川下流域に交易都市サルケルを建設。
    - 同時期ハザールの同盟国だった東ローマ帝国は黒海北岸にテマ・ケルソーノスを設置。
- 835年
  - 唐で甘露の変が起こる。
  - 高野山にて空海が死去。
- 836年 
  - アッバース朝がバグダードからサーマッラーに遷都。
  - プラティーハーラ朝のボージャ1世が北インドの中心地カナウジを制圧。
- 837年
  - 唐の文宗の命による「開成石経」（西安碑林博物館蔵）が完成する。
- 838年
  - 小野篁を隠岐国に配流。
  - 承和の遣唐使（事実上の最後の遣唐使）で円仁が唐にわたる（ - 847年）。
  - アモリオンの戦い。
- 839年
  - アマルフィ共和国が独立。

### 840年代
- 840年
  - 藤原緒嗣らにより『日本後紀』が完成する。
  - ウイグルがキルギスの攻撃により崩壊。
    - 統一ウイグル国家の崩壊により、甘州ウイグル王国・天山ウイグル王国他の地域政権が成立。
    - この一部がカラ・ハン朝成立に合流。

  - イタリア・カンパニア地方の中心都市カプアがイスラム教徒によって焼き払われる。
- 841年 
  - フォントノワの戦い。
  - ヴァイキングによりアイルランドのダブリンが創設される。
- 842年
  - ストラスブールの誓い。マコンの和平。
  - 嵯峨上皇が死去し、承和の変が起こる。
    - 皇太子恒貞親王が廃され、道康親王が太子となる。
    - 橘逸勢・伴健岑らが配流となり、太子の外伯父藤原良房の勢力が拡大。

  - 吐蕃のランダルマ王が暗殺され、後継者争いから吐蕃は分裂する。
- 843年
  - ヴェルダン条約でフランク王国が3つに分裂。
  - コンスタンティノポリス教会会議で聖像崇敬派の最終的な勝利が確定し、イコノクラスムが終結する。
    - 主催者は東ローマ皇帝ミカエル3世の母テオドラ (テオフィロスの皇后)（英語版）と総主教メトディオス1世。
    - このことを記念して「正教勝利の主日（英語版）」が制定される。

  - ノルウェーのオーセベリ墳丘墓に船葬用の船体（オスロのヴァイキング船博物館蔵）が埋められる。
  - 文室宮田麻呂が乱を企てたとして伊豆に流される。
- 844年 - クラビホの戦いでアストゥリアス王ラミロ1世がイスラム教徒に勝利。
- 845年
  - 唐の武宗が仏教を弾圧（会昌の廃仏）。
    - 唐では祆教・摩尼教・景教などの外来の三夷教も弾圧される。

  - ハンブルクがデンマーク王ホリック率いるヴァイキングに襲撃される。
- 846年 - ローマを攻撃したイスラム軍をグイード1世・ディ・スポレートが撃退。
- 846年頃 
  - ブハーリーがハディース『真正集（サヒーフ・アル＝ブハーリー）』を完成させる。
  - イブン・フルダーズベがアラビア語として最古の地理文献である『諸道と諸国の書』を執筆。
    - この著作には東方諸国として「スィーン（支那＝唐か）」「シーラ (新羅か) 」「ワークワーク（倭国＝日本か）」の記載がある。
- 847年 
  - ローマで「ボルゴの火災」。
  - 円仁が唐から新羅船により日本に帰国。恵萼が唐僧義空を伴って唐から帰国、義空は嵯峨野檀林寺の開山となる。
- 849年
  - イタリアのナポリ・アマルフィ・ガエタの艦隊がイスラム艦隊に勝利（オスティアの海戦）。
  - 東ローマ皇帝ミカエル3世の叔父バルダス（東ローマ皇帝の叔父）（英語版）によりコンスタンティノポリス大学（マグナウラ宮殿大学）が再興される。

### 850年代
- 850年 - 仁明天皇が譲位し、第55代文徳天皇が即位。
- 850年頃 - 『偽イシドルス法令集（英語版）』が北フランスで編纂される。
  - この法令集には教皇首位権を説いた「コンスタンティヌスの寄進状」も含まれる。
- 851年
  - ジャングランの戦いで、ブルターニュ王エリスポエが西フランク王シャルル2世に勝利し独立を獲得。
  - 常暁の奏上によりこの年から宮中で大元帥法が行われる。
- 853年 - 唐の商人欽良暉が博多から福州に円珍を送る。
- 855年
  - 斉衡地震により奈良の東大寺大仏の頭部が落下する。
  - ヴァランス教会会議でヨハネス・スコトゥス・エリウゲナが断罪される。
  - ウェセックス王エゼルウルフが末子アルフレッドを連れてローマに巡礼する（ - 856年）。
  - 中央フランク王ロタール1世が死去。
    - プリュム条約（英語版）に基づき王国は、ロタリンギア・プロヴァンス・イタリアに三分割される。
- 856年
  - 懐建可汗が唐から冊封を受けて天山ウイグル王国が成立する。
  - イランのダムガンで死者20万人の大地震（ヘカトンピュロスの地震）。
- 858年
  - 文徳天皇が没し、第56代清和天皇が即位。
    - 外祖父の藤原良房が臣下としては初の摂政となる。
- 859年
  - 唐で裘甫の乱が起こる。
  - 南詔王世隆が皇帝を自称する。
  - モロッコ・フェズのカラウィーイーン大学が創設される。
  - 剛勇のビョルンらヴァイキングによる地中海遠征（ - 861年）。
- 859年頃
  - シーア派に属していたイブン・ヌサイル（英語版）が自立しアラウィー派の起源となる。

### 860年代
- 860年
  - 行教が清和天皇の命を受けて石清水八幡宮を創建。
  - ヴァリャーグが東ローマ帝国の首都コンスタンティノポリスを攻撃するも撃退される（ルーシ・ビザンツ戦争）。
- 861年
  - 日本で宣明暦が採用される。
    - 唐で822年に作成された暦で、1685年の貞享暦への改定まで使用され続ける。

  - ヴェズレーのサント＝マドレーヌ大聖堂がベネディクト会士により建立される。
- 862年
  - 伝承ではノルマン人ルス族のリューリクがノブゴロド公国を建国する。ロシア国家のはじまり。
  - フランドル家のボードゥアン1世が西フランク王シャルル2世の王女ジュディトと結婚し、初代フランドル辺境伯となる。
- 863年
  - ララカオンの戦いで東ローマ帝国がアッバース朝アミールのウマル・アル＝アクタに勝利。
  - 東ローマ帝国のメトディオス、キュリロス（コンスタンティノス）兄弟がモラヴィア公ラスチスラフの要請でスラヴ人に対するキリスト教伝道を開始する。
  - ローマ教皇ニコラウス1世がコンスタンティノポリス総主教フォティオスを破門にする。「フォティオスの教会分裂」の始まり（ - 867年）。
  - 神泉苑にて最初の御霊会が行われる（→869年）。
- 864年
  - 富士山貞観大噴火。
    - 側火山である長尾山ほかが形成され、流れ出た青木ヶ原溶岩が樹海のもとをなす。
    - 剗の海が埋没し富士五湖の西湖・精進湖が形成される。

  - カスピ海南岸にアラヴィー朝（ザイド朝）が成立。
  - 西フランク王シャルル2世によりヴァイキングに対する組織防衛や造幣局に関するピトレ勅令（フランス語版）が出される。
  - コンクの修道士アリヴィスクスがアジャン教会所蔵の聖女フォワの聖遺物を窃取する（ - 875年）。
- 864年頃
  - 第一次ブルガリア帝国のボリス1世がキリスト教に改宗する。
- 865年
  - デーン人大異教軍がイングランド東部イースト・アングリアに上陸し各地を制圧する。
    - 以後デーン人が七王国に侵入し、彼らの定住地デーンロウを形成する。

  - 高岳親王(真如)が天竺行きの途上の羅越国にて死去する。入唐僧宗叡が帰国（入唐八家の最後の帰国）。
- 866年
  - 応天門の変がおこる。応天門放火の罪で大納言伴善男が流罪となる。
  - 日本最初の大師号として最澄に「伝教」、円仁に「慈覚」の号が贈られる。
- 867年
  - 東ローマ帝国でミカエル3世が暗殺されアモリア朝が断絶。
    - 政変を起こしたバシレイオス1世が単独皇帝に即位しマケドニア朝が成立。

  - コンスタンティノポリスのハギア・ソフィア大聖堂アプス半ドームの「玉座の聖母子像」のモザイクが造られる。
  - イランにサッファール朝が興る。
- 868年
  - 唐で龐勛の乱が起こる。
  - エジプトにトゥールーン朝が興る。
  - 『熊野年代記』に記録された慶竜による最古の補陀落渡海。
- 869年
  - 第4コンスタンティノポリス公会議による総主教フォティオスの追放（ - 870年）。
  - デーン人大異教軍との戦いでイースト・アングリア王エドマンドが殉教する。
  - イラクで黒人奴隷が反乱を起こす（ザンジュの乱）。
  - 藤原良房・春澄善縄らにより『続日本後紀』が完成する。『貞観格』が撰進され施行される。
  - 貞観地震発生、陸奥国を大津波が襲う。
  - 疫病を鎮めるため卜部日良麿が神泉苑南端で矛を立て、祇園社の神輿を出し、牛頭天王を祀る御霊会を行う（祇園祭の始まり）。
  - 「石碑11号」に残るティカル最後の王ハサウ・チャン・カウィール2世のマヤ文字の記録の年。

### 870年代
- 870年 - メルセン条約により中央フランクが東西に2分割される。
- 871年
  - アルフレッドがイングランド王となる（ - 899年）。
  - 『貞観式』が撰進され施行される。
- 873年 - サッファール朝がターヒル朝を倒しホラーサーン地方を獲得。
- 874年
  - 唐の僖宗皇帝が法門寺に仏舎利ほかの宝物を寄進し封印する（法門寺地下宮殿宝物）。
  - 『植民の書』ではノルウェー人首領インゴールヴル・アルナルソンが最初のアイスランド定住したと伝える。
  - シーア派の第11代イマームのハサン・アスカリーがサーマッラーで死去。
    - 十二イマーム派では後継者となった息子のムハンマド・ムンタザルが第12代イマームとなったとされる。
    - 父の葬儀を司式した後そのままムハンマド・ムンタザルは隠れイマーム（ガイバ）となったと伝わる。
- 875年
  - 聖宝が醍醐寺を創建。
  - 唐で黄巣の乱が起こる（ - 884年）。
  - 中央アジア最初のイラン系イスラム王朝であるサーマーン朝が興る。
    - サーマーン・フダーの子孫ナスル1世がアッバース朝から支配権を認められ、サマルカンドで自立する。

  - イタリアにおけるカロリング朝の断絶。
- 876年
  - 清和天皇が譲位し、第57代陽成天皇が即位。
  - 淳和皇后が恒寂（恒貞親王）を開山に迎え大覚寺（旧嵯峨院）が創建される。
  - アンデルナハの戦いで、東フランク王ルートヴィヒ3世ら三兄弟が西フランク王シャルル2世を撃退。
- 877年
  - トゥルーン朝がシリアを併合。
  - キエルジー勅令（フランス語版）により西フランク王シャルル2世が諸侯の官職の世襲を認める。
  - ロカのヤルルン渓谷を叛徒に占領され吐蕃が滅亡する（吐蕃の崩壊（英語版））。
- 878年
  - エサンドゥーンの戦い（エディントンの戦い）（英語版）で、イングランド王アルフレッドがヴァイキングのデーン人の侵入を撃退。ウェドモーアの和議が結ばれる。
  - ギフレー1世（カタルーニャ語版）（多毛伯）がバルセロナ伯を世襲化する。
  - 元慶の乱が起こり藤原保則が陸奥の蝦夷平定に派遣される。
  - 広州大虐殺。
- 879年
  - コンスタンティノポリス教会会議（英語版）による総主教フォティオスの復権（ - 880年）。
  - ボソにより下ブルグント王国が独立し、プロヴァンス地方がその版図となる。
  - クロアティアの独立がローマ教皇ヨハネス8世に認められる。
  - 藤原基経らにより『日本文徳天皇実録』が完成する。

### 880年代
- 880年
  - リブモント条約により西フランク王国がロレーヌ西部を放棄。カロリング家の領土相続争いが決着する。
  - 黄巣が洛陽・長安を占領。皇帝僖宗は蜀に逃亡する。
- 881年 - ラインラント各地の都市がヴァイキングに攻撃され、アーヘンでは大聖堂が破壊される。
- 882年
  - 黄巣配下の朱温が唐軍に帰順し、「全忠」の名を与えられ宣武節度使となる。
  - オレグがリューリクの子イーゴリを擁してキエフを占領し、キエフ大公国を建てる。
- 883年
  - 唐の皇帝僖宗が安化公主を南詔王隆舜に降嫁する。
  - モンテ・カッシーノ修道院がイスラム教徒サラセン人に破壊される。
- 884年
  - 藤原基経によって陽成天皇が事実上廃位させられ、第58代光孝天皇が即位。
  - 王満渡の戦いで、黄巣が唐軍に大敗し逃亡、狼虎谷にて自殺する。
  - アショト1世がバグラトゥニ朝アルメニア王国を建国する。
- 885年
  - ノルマン人のパリ攻撃に対しパリ伯ウードやパリ司教ゴズラン（英語版）らが篭城戦（ - 886年）。
  - ハーラル美髪王がノルウェーを統一する。
  - 宦官田令孜と節度使王重栄の対立から皇帝僖宗は鳳翔に逃亡。
- 886年
  - イングランド王アルフレッドがロンドンを奪還し、デーン王グスルムとの間で協定を結ぶ。
- 887年
  - イタリアにおけるカロリング朝断絶。
  - 源定省が皇籍復帰し親王宣下の後、皇太子となる。父の光孝天皇の死去とともに、第59代宇多天皇として即位。
    - 藤原基経が初の関白となる。これに絡み阿衡事件が起こる。

  - 仁和3年の浅間山大噴火。
- 888年
  - 最後の統一フランク王のカール3世（肥満王）が死去。
    - 統一フランク王国は分裂し、東フランクとロタリンギアをアルヌルフが、西フランクをパリ伯ウードが、イタリアをフリウリ公ベレンガリオ1世が継承。
    - ルドルフ1世により上ブルグント王国が独立し、スイス西部がその版図となる。

  - ミラッツォの戦い（英語版）で東ローマ帝国にアグラブ朝が勝利する。
  - 宇多天皇が仁和寺を創建。
- 889年 - 高望王に平姓を賜う（桓武平氏）。

### 890年代
- 890年 - シリア北部にハムダーン朝が成立。
- 891年
  - 藤原基経死去。宇多天皇は摂関を置かず、源能有・菅原道真らを登用して国政改革に着手（寛平の治）。
  - ルーヴァンの戦いで、東フランク王アルヌルフがノルマン人ヴァイキングに大勝。
- 892年
  - 朝鮮半島で甄萱が完山（全州）に後百済を建てる。新羅が分裂への道を歩み始める。
  - アッバース朝がサーマッラーから再びバグダードに遷都。
  - 菅原道真により『類聚国史』が完成する。
- 892年頃 - 東ローマ皇帝レオーン6世により「バシリカ法典」が出される。
- 893年 
  - ブルガリア王にシメオン1世が即位する。第一次ブルガリア帝国は全盛期を現出。
  - 唐に滞在中の留学僧中瓘が日本に宛てて遣唐使中止を奏上。
- 894年 - 菅原道真の進言により、遣唐使が廃止される。
- 895年 - 東国で7年間に及ぶ群盗蜂起（寛平・延喜東国の乱）が勃発。
- 896年
  - パンノニア（現ハンガリー）に首長アールパードに率いられた騎馬民族マジャル人が定住。
  - 教皇フォルモススの「死体裁判」が行われる。
    - この時代から次の10世紀を教皇庁の「鉄の時代」と呼び、教皇の権威は低下しローマは混乱が続く。
- 897年 - 父である宇多天皇より位を譲られて、第60代醍醐天皇が即位する。
  - 宇多天皇は譲位に際し帝王学の書である「寛平御遺誡」を醍醐天皇に与える。
- 898年 - 古マタラム王国のバリトゥン王が即位。その治世でプランバナン寺院群を建立。
- 899年
  - 藤原時平が左大臣に、菅原道真が右大臣に就任、両者の対立が激化。
  - カルマト派がクーファ近郊からイラク南部に勢力を拡大し反乱を起こす。

### 900年代
- 900年
  - バルフの戦いでサーマーン朝のイスマーイールはサッファール朝のアムル・イブン・アル＝ライスに勝利。
    - サーマーン朝はホラーサーンとマー・ワラー・アンナフルを支配下に置き最盛期を迎える。

  - ランゴバルド系カプア公国（英語版）が独立する。
  - 甄萱が後百済を建国。

## 時代の動向

### 東アジア

#### 日本
日本では平安時代前期にあたり、唐制に基づく律令制が衰退に向かい、戸籍に基づく人別課税から、田堵と呼ばれる実際に公田を請け負い経営している富豪層を負名として土地課税する制度に移行する。変動する在地社会を現実に即して統治するために現地派遣の国司の筆頭者に大幅な権限が付与され、受領と呼ばれるようになる。

## 人物

### キリスト教世界

#### フランク王国
- カール大帝（742年 - 814年） - フランク王（在位768年 - 814年）・西ローマ皇帝（在位800年 - 814年）
- ルートヴィヒ1世（敬虔王）（778年 - 840年） - カール大帝の子でフランク王・西ローマ皇帝（在位814年 - 840年）
- ロタール1世（795年 - 855年） - ヴェルダン条約による中央フランク王（在位843年 - 855年）
- ルートヴィヒ2世（804年 - 876年） - ヴェルダン条約による東フランク（ドイツ）王（在位843年 - 876年）
- シャルル2世（禿頭王）（823年 - 877年） - ヴェルダン条約による西フランク（フランス）王（在位843年 - 877年）
- カール3世・シャルル肥満王（839年頃 - 888年） - 東西フランク王を兼任した最後のカロリング朝皇帝（在位881年 - 887年）
- ウード（860年頃 - 898年） - パリ伯・ノルマン人からパリを死守した功で西フランク国王となる（在位888年 - 898年）
- メッツのオド（英語版）（742年 - 814年） - フランク王国の建築家・集中式プランのアーヘン大聖堂の宮廷礼拝堂を建設
- アニアーヌのベネディクトゥス（750年頃 - 821年） - 修道士・ルートヴィヒ敬虔王に近侍しベネディクトゥスの修道規則を普及させる
- オルレアンのテオドゥルフ（英語版）（750年/760年頃 - 821年） - オルレアン司教・詩人・ジェルミニー＝デ＝プレの小礼拝堂を建設
- アインハルト（770年頃 - 840年） - フランク王国宮廷学校教授・アルクインの弟子・『カール大帝伝』の著者
- ラバヌス・マウルス・マグネンティウス（780年頃 - 856年） - マインツ大司教・『事物の本性』ほかを執筆・「ゲルマニアの教師」
- ヒンクマール（806年頃 - 882年） - ランス大司教・ランス大聖堂でのフランス王の塗油戴冠を定式化・『サンベルタン年代記』も執筆
- オルベのゴットシャルク（808年頃 - 867年頃） - 修道士・二重予定説を唱えヒンクマールらと対決するが異端の嫌疑を受け幽閉中に死去
- ヨハネス・スコトゥス・エリウゲナ（810年？ - 877年？） - フランク王国宮廷学校校長・神学者・哲学者・『自然区分論』を著す
- セドゥリウス・スコトゥス（9世紀） - 修道士・『キリスト教徒の君主について』は「君主の鑑」の最も初期の作品とされる

#### イタリア
- ニコラウス1世（820年？ - 867年） - ローマ教皇（在位858年 - 867年）・総主教フォティオスと対立
- ヨハネス8世（？ - 882年） - ローマ教皇（在位872年 - 882年）・サラセン人の攻撃からローマを守る
- フォルモスス（？ - 896年） - ローマ教皇（在位891年 - 896年）・いわゆる「死体裁判」で辱めを受ける

#### イングランド・スコットランド
- エグバート（775年? - 839年） - ウェセックス王（在位802年 - 839年）・マーシアを破りイングランドを統一
- エゼルウルフ（? - 858年） - ウェセックス王（在位839年 - 858年）・エグバードの子・アルフレッド大王の父
- アルフレッド大王（849年 - 899年） - イングランド王（在位871年 - 899年）・海軍を創設しデーン人を追い払う
- ケネス・マカルピン（810年 - 858年） - 最初のスコットランド王（在位848年 - 859年）・アルバ王国を建設

#### 東ローマ帝国
- ゲオルギオス・シュンケロス（？ - 810年以降） - 東ローマ帝国の修道士・年代記作者・帝都総主教タラシオスに仕え『年代記選集』を執筆
- テオファネス（752年頃 - 818年頃） - 東ローマ帝国の修道士・年代記作者・この時代の記録として『テオファネスの年代記』は重要
- ニケフォロス1世（760年？ - 811年） - 東ローマ皇帝（在位802年 - 811年）・アモリア朝の始祖・クルムに敗北し戦死する
- レオーン5世アルメニオス（？ - 820年） - 東ローマ皇帝（在位813年 - 820年）・イコノクラスムを再開し総主教ニケフォロス1世を解任
- テオドラ（英語版）（815年頃 - 867年以降） - 東ローマ皇帝テオフィロスの皇后・息子ミカエル3世の摂政としてイコノクラスムを終結させる
- バシレイオス1世（827年 - 886年） - 東ローマ皇帝（在位867年 - 886年）・ミカエル3世を倒しマケドニア王朝を開く
- フォティオス（820年 - 897年） - コンスタンティノポリス総主教・神学者・古典文献学者・『図書総覧』を著す・ローマ教皇と対立
- メトディオス（826年 - 885年）  - 東ローマ帝国の神学者・修道士・「スラブ人の使徒」・グラゴル文字を作る・キュリロスは弟
- キュリロス（827年 - 869年） - 東ローマ帝国の神学者・修道士・「スラブ人の使徒」・グラゴル文字を作る・メトディオスは兄

#### 東欧
- クルム（755年 - 814年） - ブルガリア国王（ハーン）（在位803年 - 814年）・プリスカの戦いで東ローマ帝国を破り領土を拡大
- リューリク（? - 879年） - ヴァリャーグ（ヴァイキング）の一族でノヴゴロド公国の建国者（在位864年 - 879年）
- ラスチスラフ（？ - 870年） - モラヴィア王国の国王（在位846年 - 870年）・メトディオスとキュリロス兄弟の宣教を支援
- ボリス1世（? - 907年） - ブルガリア国王（在位852年 - 889年）・キリスト教（東方正教）を受容し従来の宗教を弾圧
- オフリドのクリメント（840年頃 - 916年） - オフリドの主教・スラブ人へ東方正教を宣教・スラヴ語での説教や著述活動を行う
- シメオン1世（863年頃 - 927年） - ブルガリア最盛期の君主・国王（在位893年 - 913年）・皇帝（在位913年 - 927年）
- オレグ（？ - 912年/922年） - リューリクの一族か・キエフ公国の建国者（在位882年 - 912年）・ドニエプル川水系から黒海を支配

#### 北欧
- アンスガル（英語版）（801年 - 865年） - ハンブルクとブレーメンの司教・北ヨーロッパ各地に宣教活動を行い「北方の使徒」と呼ばれる
- ハールヴダン・ラグナルスソン（? - 877年） - デーン人大異教軍の首領・ノーサンブリアからダブリンを含めた地域を支配
- ハーラル1世（美髪王）（850年頃 - 930年頃） - ノルウェー最初の統一国王（在位872年頃 - 930年頃）

#### イベリア半島
- アルフォンソ2世（760年 - 842年） - アストゥリアス王（在位791年 - 842年）・半世紀に及ぶ治世で聖ヤコブの墓が発見されたという
- エウロギウス（800年 - 859年） - コルドバのキリスト教聖職者・反イスラム主義を唱え後ウマイヤ朝支配のもとで殉教する

### イスラム世界

#### アッバース朝
- ハールーン・アッラシード（763年 - 809年） - アッバース朝第5代カリフ（在位786年 - 809年）・王朝の全盛期を現出
- ジャアファル（766年？ - 803年） - アッバース朝の政治家・名門バルマク家出身・権力を恣にしたがカリフにより一族とも殲滅される
- ズバイダ（768年 - 823年？） - アッバース朝第5代カリフのハールーン・アッラシードの正妃・第6代カリフのアミーンの母
- マアムーン（786年 - 833年） - アッバース朝第7代カリフ（在位813年 - 833年）・弟アミーンを倒す・「知恵の館」を設置
- ムウタスィム（794年 - 842年） - アッバース朝第8代カリフ（在位833年 - 842年）・バグダードからサマッラーに遷都
- アリー・ブン・ムハンマド（？ - 883年頃） - イラク南部での黒人反乱のザンジュの乱の指導者・アッバース朝を弱体化させる

#### イラン系諸王朝
- ターヒル・イブン・アル・フサイン（？ - 822年） - ターヒル朝の建国者（在位821年 - 822年）・アッバース朝から最初に独立
- ヤアクーブ・イブン・アル＝ライス・アル＝サッファール（840年 - 879年）  - サッファール朝の建国者（在位867年 - 879年）・アイヤール（イラン世界における任侠の徒）出身
- ナスル・イブン・アフマド（？ - 892年） - サーマーン朝の建国者（在位875年 - 892年）・ブハラを首都にマー・ワラー・アンナフルを支配

#### その他の王朝
- アフマド・ブン・トゥールーン（835年 - 884年） - トゥールーン朝の建国者（在位868年 - 884年）・エジプトとシリアで独自勢力を保つ。

#### 宗教指導者
- ムハンマド・ムンタザル（868年 - 874年？） - シーア派（十二イマーム派）での第12代イマーム（隠れイマーム）・マフディー
- ハムダーン・カルマト（？ - 899年頃） - カルマト派の指導者・イスマーイール派から分派しクーファを中心に独自の組織を形成し反乱を起こす

#### 学者・詩人
- アブー・アル＝アターヒヤ（748年 - 828年） - アッバース朝最盛期に活躍した詩人・人生の様々な機微を詠み清貧を称賛する作風の詩を残す
- アブー・ヌワース（756年 - 814年） - アッバース朝最盛期に活躍した詩人・飲酒や少年愛などを享楽的な詩を歌ったことで知られる
- シャーフィイー（767年 - 820年） - イスラム法学者・シャーフィイー学派の祖・著作に『起源の書』がある
- ジャーヒズ（776年 - 869年頃） - アラブ古典散文学の確立者・著作に『けちんぼども』『動物の書』などがある
- フワーリズミー（780年/800年 - 845年/850年） - 「知恵の館」で活躍・地理学者・天文学者・数学者として移項の原則をまとめる
- イブン・ハンバル（780年 - 855年） - イスラム法学者・ハンバル学派の祖・著作に『ムスナド』がある
- アリブ・アル・マムニア（英語版）（797年/798年 - 890年/891年) - バグダード宮廷の歌姫（カイナまたはキヤーナ）・歴代カリフの寵愛を受け長寿で知られる
- アブー・マーシャル（英語版）（787年 - 886年） - イスラム天文学者・占星術師・キンディーの弟子・著作に『大序説』がある
- アブー・タンマーム（788年頃/807年頃 - 845年頃） - アッバース朝のカリフに仕えた詩人・遠征に従軍し『ハマーサ』を残す
- キンディー（801年 - 873年？） - 「知恵の館」で活躍・科学者・数学者・哲学者であり「アラブの哲学者」と呼ばれる
- フナイン・イブン・イスハーク（808年頃 - 873年頃） - 「知恵の館」で活躍・主任翻訳官でネストリウス派キリスト教徒
- ファルガーニー（9世紀前半） - 天文学者・『天の運動と天文知識の集成』やアストロラーベに関する著作がある
- ブハーリー（810年 - 870年） - イスラム法学者・スンナ派ハディース集の最高峰とされる『真正集』の編纂者
- アッバース・イブン・フィルナス（810年 - 887年） - 後ウマイヤ朝の博学者・技術者・気象実験やレンズの製法のほか空中滑空でも有名
- バラーズリー（？ - 892年頃） - 歴史学者・イスラム帝国の拡大を描いた『諸国征服史』や有名人の伝記集『貴族の系譜』がある
- イブン・ワーディフ・ヤアクービー（？ - 897年頃） - 歴史学者・シーア派の視点からを描いた『年代記』や歴史地理学の『諸国の書』がある
- ジュッバーイー（？ - 915年） - イスラム神学者・合理主義的神学ムウタズィラ派の代表・アシュアリーは弟子だったが後に離反
- イブン・フルダーズベ（820年頃 - 912年） - アッバース朝のペルシャ系官僚・地理学者・アラビア語最古の地誌『諸道と諸国の書』を執筆
- サービト・イブン・クッラ（826年 - 901年） - 「知恵の館」で活躍・ハッラーンのサービア教徒の出身・数学者として友愛数を発見
- タバリー（838年 - 923年） - イスラム法学者・歴史学者として『諸使徒と諸王の歴史』がある
- バッターニー（850年？ - 929年） - シリアで活躍した天文学者・数学者・三角法の整理や私設天文台の設置で知られる

### 南アジア・東南アジア・チベット
- ダルマパーラ（？ - 815年） - インドのパーラ朝の王（在位770年 - 815年）・仏教を保護しヴィクラマシーラ寺院を建立
- ゴーヴィンダ3世（？ - 814年） - インドのラーシュトラクータ朝の王（在位793年 - 814年）・カナウジからインド南端コモリン岬まで征服
- シャンカラ（788年頃 - 820年頃） - インドのヴェーダーンタ派の哲学者で不二一元論を提唱する・著作に『ブラフマ・スートラ注解』がある
- ジャヤーヴァルマン2世（？ - 834年） - カンボジアのアンコール朝の建国者（在位802年 - 834年）・シャイレーンドラ朝から独立
- アモーガヴァルシャ1世（801年 - 878年） - インドのラーシュトラクータ朝の王（在位814年 - 878年）・『カヴィーラージャ・マールガ』を執筆
- ティツク・デツェン（レルパチェン）（？ - 841年） - チベットの吐蕃の王（在位815年 - 841年）・唐との間に長慶会盟を結び仏教興隆に尽くすが暗殺される
- ラン・ダルマ（803年/809年 - 842年/843年） - チベットの吐蕃の王（在位841年？ - 842年/843年）・ティツク・デツェンの弟・廃仏を行い暗殺される

### 東アジア

#### 唐
- 恵果（746年 - 806年） - 唐の僧侶・真言宗第七祖・長安青龍寺住持・両部曼荼羅を大成・空海の師
- 百丈懐海（749年 - 814年） - 唐の僧侶・禅門の規範として『百丈清規』を定め勤労を尊重する自給自足の体制を確立した
- 裴度（765年 - 839年） - 唐の政治家・宰相・憲宗に仕え淮南西道節度使の呉元済の乱を鎮圧させる・敬宗没後の文宗の擁立にも参与
- 韓愈（768年 - 824年） - 唐の文人士大夫・唐宋八大家の一人・皇帝憲宗の怒りに触れた『論仏骨表』がある
- 白居易（772年 - 846年） - 唐の詩人・政治家・詩文集『白氏文集』があり「長恨歌」「琵琶行」が有名
- 劉禹錫（772年 - 842年） - 唐の詩人・政治家・柳宗元らと永貞の革新に関与するが失敗・詩では「竹枝詞」が有名
- 柳宗元（773年 - 819年） - 唐の詩人・政治家・唐宋八大家の一人・詩では「江雪」散文では「永州八記」が有名
- 柳公権（778年 - 865年） - 唐の政治家・書家・楷書に優れ「玄秘塔碑」などを残す
- 牛僧孺（779年 - 847年） - 唐の政治家・科挙出身者の代表として牛李の党争を引き起こす
- 元稹（779年 - 831年） - 唐の詩人・政治家・詩文集『元氏長慶集』や小説『鶯鶯伝』がある
- 圭峰宗密（780年 - 841年） - 唐の禅僧・華厳五祖・「教禅一致」から著作『原人論』では儒仏道の「三教融合」を唱える
- 王守澄（？ - 835年） - 唐の宦官・皇帝憲宗を暗殺したのち穆宗・敬宗・
文宗を擁立・仇士良に倒される
- 仇士良（781年 - 843年） - 唐の宦官・甘露の変で李訓や鄭注を処刑し皇帝文宗を幽閉
- 李徳裕（787年 - 849年） - 唐の政治家・門閥貴族の代表として牛李の党争を引き起こす
- 李賀（791年 - 817年） - 唐の詩人・「蘇小小歌」など幻想的な作品を残し「鬼才」と評される
- 呂洞賓（798年？ - ？） - 唐の道士・中国を代表する仙人の「八仙」の一人
- 段成式（803年 - 863年） - 唐の官僚・怪異をまとめた『酉陽雑俎』の著者
- 杜牧（803年- 853年） - 唐の詩人・官僚・李商隠と共に「晩唐の李杜」とも称される
- 李商隠（812年 - 858年） - 唐の詩人・官僚・杜牧と共に「晩唐の李杜」とも称される
- 武宗（814年 - 846年） - 唐の第18代皇帝（在位840年 - 846年）・会昌の廃仏を行う
- 趙帰真（？ - 846年） - 唐の道士・皇帝武宗に近侍し会昌の廃仏を進める・廃仏中止で斬殺される
- 宣宗（810年 - 859年） - 唐の第19代皇帝（在位846年 - 859年）・牛李の党争を抑え小康期をもたらす
- 裘甫（？ - 860年） - 唐の反乱指導者・没落農民の出身で浙江にて裘甫の乱を起こすが王式により鎮圧される
- 龐勛（？ - 868年） - 唐の反乱指導者・武寧藩鎮の軍人で桂州にて龐勛の乱を起こすが朱邪赤心に鎮圧される
- 臨済義玄（？- 867年） - 唐の禅僧で臨済宗の開祖・語録に『臨済録』がある・「臨済の喝」で有名
- 張彦遠（815年頃 - 877年頃） - 唐の官僚・著述家・『歴代名画記』を著し画史の祖とされた
- 皮日休（830年代 - 883年） - 唐の詩人・政治批判を多く含む詩文集『皮子文藪』がある・黄巣に与したが疑われ処刑される
- 韋荘（836年 - 910年） - 唐の詩人・黄巣の乱で荒廃した長安を「秦婦吟（中国語版）」で歌う・後に王建の前蜀に仕える
- 魚玄機（844年頃 - 871年頃） - 唐の女流詩人・女道士となり詩人温庭筠らと交わる・侍婢を殺した罪で処刑される
- 王仙芝（？ - 878年） - 唐末の反乱指導者・黄巣の協力者・後に黄巣と別れるが反乱は鎮圧される
- 黄巣（？ - 884年） - 唐末の反乱指導者・黄巣の乱を起こし大斉皇帝を名乗る（在位880年 - 884年）・反乱は鎮圧される
- 楊復恭（？ - 894年） - 唐末の宦官・僖宗没後に昭宗を擁立するが討伐される・「門生天子、定策国老」の語は有名
- 李克用（856年 - 908年） - 唐末の突厥沙陀部出身の軍閥指導者で黄巣の乱を鎮圧・後唐の李存勗（荘宗）の父

#### 新羅
- 張保皐（790年頃 - 846年？） - 新羅の清海鎮大使・東シナ海に勢力を築き新羅の神武王を支援・日本僧円仁も経済援助する

#### 日本
- 桓武天皇（737年 - 806年） - 第50代天皇（在位781年 - 806年）・平安京遷都、蝦夷制圧を実施
- 菅野真道（741年 - 814年） - 公卿・参議・藤原緒嗣との徳政論争で有名・平安遷都を推進し『続日本紀』の編纂を行う
- 坂上田村麻呂（758年 - 811年） - 征夷大将軍・大納言・陸奥国の蝦夷制圧に功績を残す
- 霊仙（759年？ - 827年？） - 入唐僧・唐の憲宗により日本人唯一の三蔵法師の号を得る・帰国を許されず唐で死去
- 藤原薬子（？ - 810年） - 尚侍（女官）・兄の藤原仲成とともに平城上皇を擁して薬子の変を起こす
- 景戒（生没年不詳） - 法相宗（薬師寺）の僧・日本最初の仏教説話集『日本霊異記（日本国現報善悪霊異記）』の著者
- 最澄（伝教大師）（767年 - 822年） - 入唐僧・天台宗の祖で比叡山延暦寺開山・著作に『顕戒論』がある
- 修円（檉生禅師）（771年 - 835年） - 法相宗の僧・興福寺別当・師の賢憬とともに大和国室生寺を創建する
- 空海（弘法大師）（774年 - 835年） - 入唐僧・真言宗の祖で高野山金剛峰寺開山・書家（三筆の一人）・著作に『三教指帰』がある
- 藤原緒嗣（774年 - 843年） - 公卿・左大臣（山本大臣）・菅野真道との徳政論争で有名・『日本後紀』や『新撰姓氏録』を編纂
- 藤原冬嗣（775年 - 826年） - 公卿・左大臣（閑院大臣）・最初の蔵人頭となる・『弘仁格式』や『内裏式』を編纂
- 徳一（781年？ - 842年？） - 法相宗の僧・会津慧日寺開山・三一権実諍論で最澄と対決・著作に空海に宛てた『真言宗未決文』がある
- 清原夏野（782年 - 837年） - 公卿・右大臣（双岡大臣）・親王任国制などを献策・『令義解』を編纂
- 橘逸勢（782年？ - 842年） - 官人・書家（三筆の一人）・遣唐使で唐に渡る・承和の変で流罪となる
- 嵯峨天皇（786年 - 842年） - 第52代天皇（在位809年 - 823年）・書家（三筆の一人）
- 橘嘉智子（786年 - 850年） - 嵯峨天皇の皇后（檀林皇后）・仁明天皇の母・橘氏を支援し学館院を設立
- 円仁（慈覚大師）（794年 - 864年） - 入唐僧・天台山門派の祖・『入唐求法巡礼行記』を著す
- 高岳親王（真如）（799年 - 865年？） - 廃太子・空海の弟子となり入唐後さらに天竺を目指すが羅越国で没す
- 小野篁（802年 - 853年） - 公卿・参議・学者・歌人・遣唐副使の任免で衝突し隠岐へ流される
- 藤原良房（804年 - 872年） - 公卿・太政大臣・人臣最初の摂政・承和の変や応天門の変に勝利し北家全盛を築く
- 伴善男（811年 - 868年） - 公卿・大納言・応天門の変の犯人とされ伊豆に流される
- 円珍（智証大師）（814年 - 891年） - 入唐僧・天台寺門派の祖・長等山園城寺（三井寺）を再興
- 遍昭（花山僧正）（816年 - 890年） - 天台宗の僧・歌人（六歌仙の一人）・花山の元慶寺を創建
- 源融（822年 - 895年） - 公卿・左大臣（河原左大臣）・賜姓源氏の一人（嵯峨源氏の祖）
- 藤原保則（825年 - 895年） - 公卿・参議・「好二千石」の良吏として知られ元慶の乱を寛政で鎮撫する
- 在原業平（825年 - 880年） - 蔵人頭・歌人（六歌仙の一人）・『伊勢物語』の主人公とされる
- 小野小町（生没年不詳） - 女流歌人（六歌仙の一人）・絶世の美女とされ日本各地に伝説が残る
- 益信（本覚大師）（827年 - 906年） - 真言宗の僧・東密広沢流の祖で円成寺開山・仁和寺で宇多法皇を受戒
- 相応（831年 - 918年） - 天台宗の僧・比叡山での千日回峰行の祖とされ数々の霊験譚が伝えられている
- 聖宝（理源大師）（832年 - 909年） - 真言宗の僧・東密小野流の祖で醍醐寺開山・当山派修験道の祖
- 藤原基経（836年 - 891年） - 公卿・太政大臣・最初の関白・藤原良房の養子・陽成天皇を廃し光孝天皇を擁立
- 安然（841年？ - 915年？） - 天台宗の僧・東密に対する台密の教理を大成・著作に『悉曇蔵』などがある・通称は阿覚大師
- 菅原道真（845年 - 903年） - 公卿・右大臣・詩人・学者・宇多上皇の信任を得て昇進する・遣唐使を廃止